# Lithium-Ionen-Akkumulator

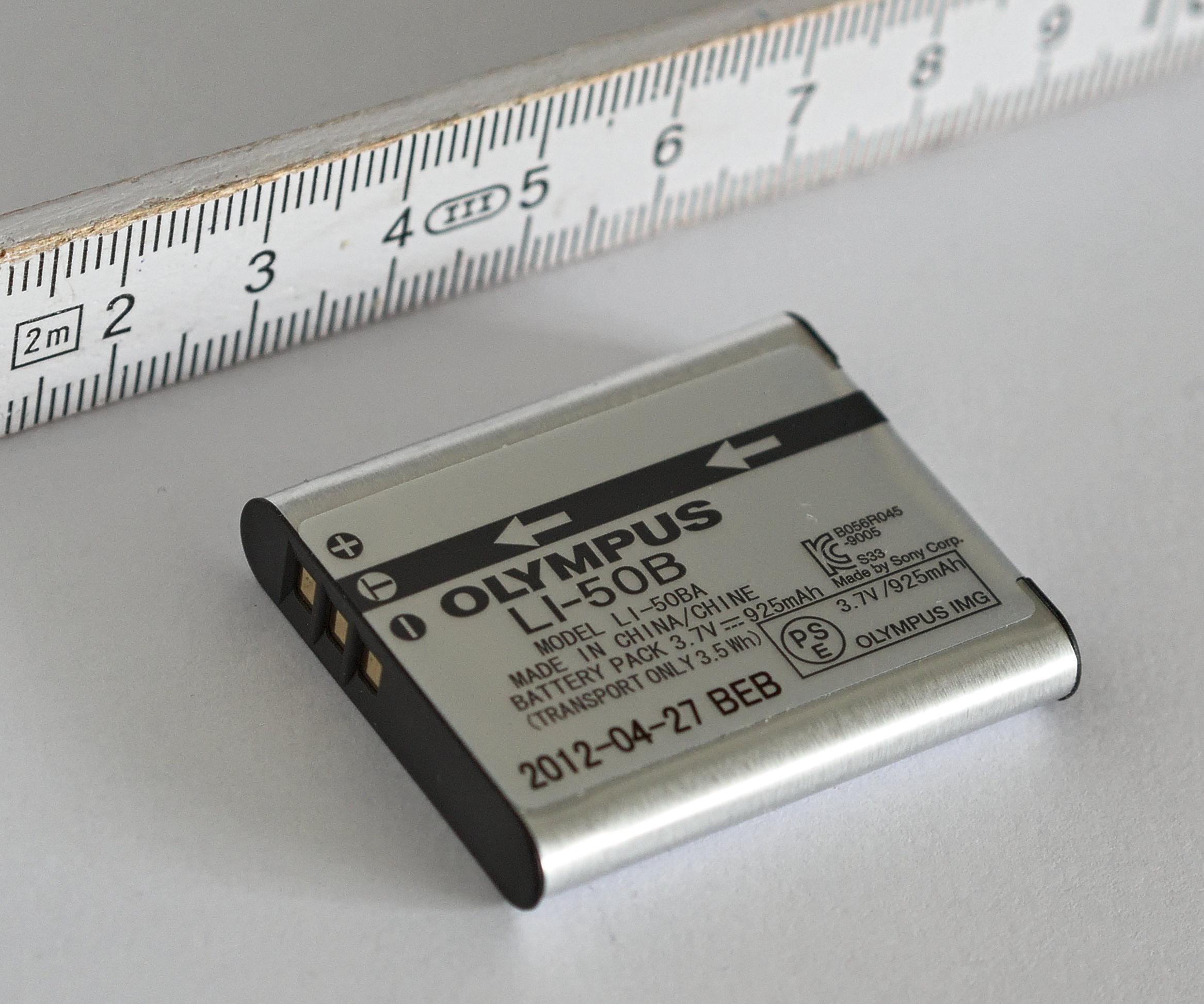
Lithium-Ionen-Akkumulator in Flachbauweise – ca. 39,6 mm × 37,9 mm × 6,6 mm

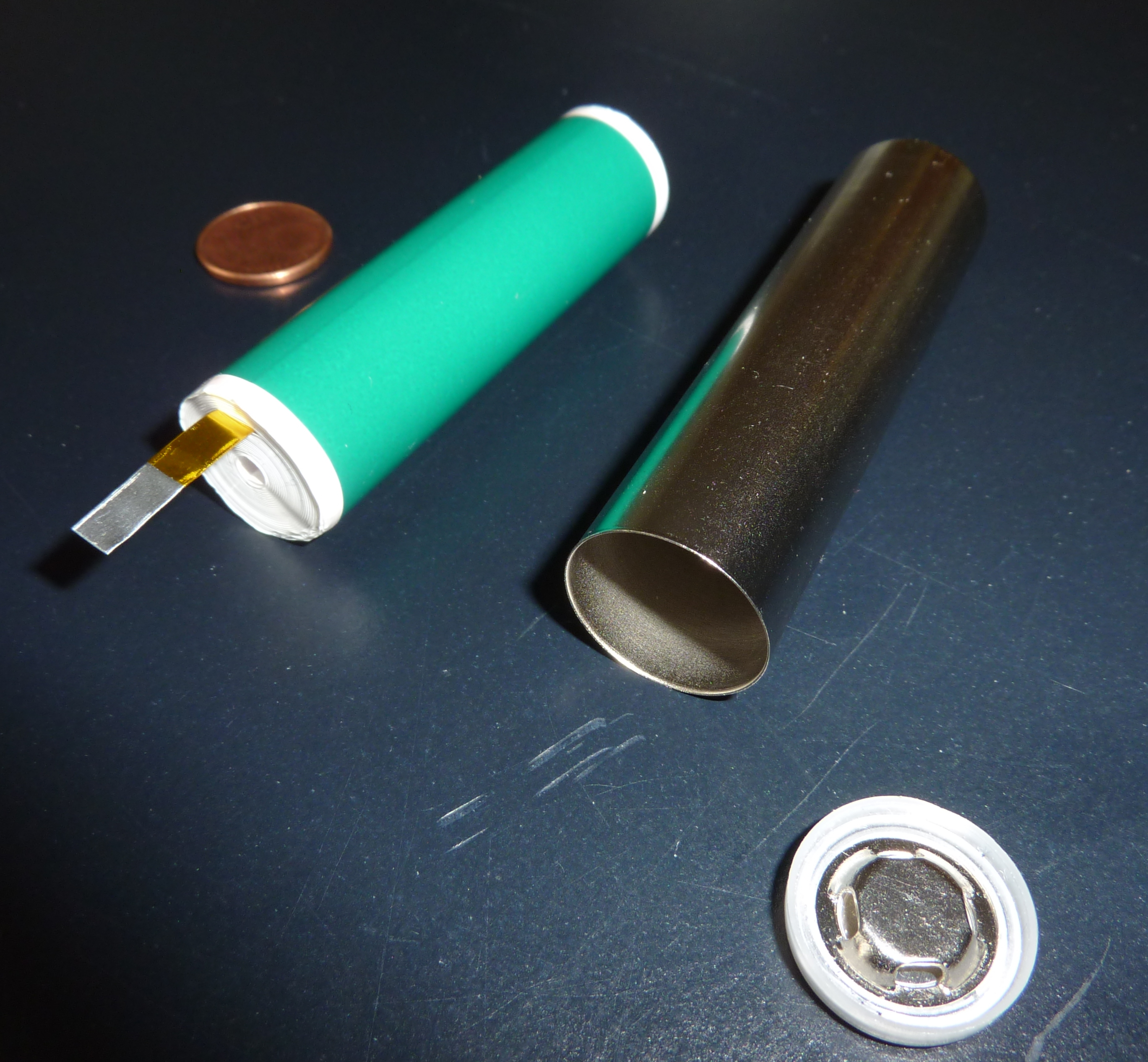
Zylindrische Zelle (Type 18650, 18 mm Durchmesser, 65 mm Länge) vor dem Zusammenbau

Lithium-Ionen-Akkumulator ([ˈliːtʰiʊm]-) oder Lithium-Akkumulator (auch Lithiumionenakku, Lithiumionen-Akku, Lithiumionen-Sekundärbatterie) ist der Sammelbegriff für Akkumulatoren auf der Basis von Lithium-Verbindungen in allen drei Phasen der elektrochemischen Zelle. Die reaktiven Materialien – der negativen und der positiven Elektrode und des Elektrolyten – enthalten Lithiumionen.
Es gibt zahlreiche verschiedene Lithium-Ionen-Akkumulatoren. Sie unterscheiden sich nicht nur in der Größe und Bauform, sondern auch in der chemischen Zusammensetzung ihrer Komponenten und haben auch verschiedene Spannungsbereiche. Für etwa zwei Jahrzehnte waren die meisten der auf den Markt gebrachten lithiumbasierten Akkumulatoren Lithium-Cobaltdioxid-Akkumulatoren. Heute werden vor allem die auf Lithium-Nickel-Mangan-Cobalt-Oxiden basierenden Nickel-Mangan-Cobalt-Akkumulatoren verkauft.
Die meisten Lithium-Ionen-Akkumulatoren zeichnen sich durch eine höhere spezifische Energie (Energie pro Eigenmasse) als andere Akkumulatortypen aus. Auf Tiefentladung und auf Überladung reagieren sie meist nachteilig und brauchen deshalb ein geeignetes Batteriemanagementsystem (BMS). Die Kenndaten wie Zellspannung, Temperaturempfindlichkeit, Lade- und Entladeschlussspannung und der maximal erlaubte Lade- oder Entladestrom variieren bauartbedingt und sind wesentlich vom eingesetzten Elektrodenmaterial und Elektrolyten abhängig. Die Angabe des genauen Typs, beispielsweise Lithium-Eisenphosphat-Akkumulator, ist aus diesem Grund informativer als die unspezifische Angabe des Oberbegriffs Lithium-Ionen-Akkumulator. Zusätzlich zu den Varianten aufgrund der Elektrodenmaterialien gibt es Varianten aufgrund verschiedener Elektrolyte: die Zelle kann einen flüssigen Elektrolyten enthalten oder als Lithium-Polymer-Akkumulator ausgeführt sein.

## Geschichte
Bereits in den 1970er Jahren wurden an der TU München das grundlegende Funktionsprinzip der reversiblen Alkalimetallionen-Interkalation in Kohlenstoff-Elektroden sowie oxidische Elektroden und deren Anwendung in Lithium-Batterien erforscht und veröffentlicht (Jürgen Otto Besenhard und andere), auch wenn damals die praktische Anwendbarkeit als Elektroden für Lithium-Batterien nicht erkannt wurde. In den 1970er Jahren fand Stanley Whittingham ein vielversprechendes Kathodenmaterial für Lithiumbatterien in Form von Titandisulfid, das in seinen atomaren Zwischenräumen Lithiumionen aufnehmen kann. Mit einer Anode aus metallischem Lithium liefert eine Titandisulfid-Zelle eine Spannung von etwa 2 Volt. In der Zeit von 1977 bis 1979 wurden kleine Titandisulfid-Zellen mit einer Lithiumlegierung statt mit Lithium für Uhren verkauft.
In den späten 1970er Jahren schlug Michel Armand ein Akkumulatorkonzept vor, bei dem sowohl an der Pluspolseite als auch an der Minuspolseite strukturstabile feste Materialien verwendet werden, die Lithium aufnehmen und wieder abgeben können, d. h. Interkalationsmaterialien. Beim Laden und Entladen pendeln Lithiumionen zwischen den Elektroden hin und her; das Konzept wurde wegen der Hin- und Herbewegung „Schaukelstuhlakku“ (rocking chair battery) genannt. Bruno Scrosati baute die ersten entsprechenden Zellen und vermaß
den Spannungsverlauf beim 70-maligen Laden und Entladen. Damit war das Prinzip des Lithium-Ionen-Akkumulators gefunden, es fehlten aber noch die für eine Kommerzialisierung nötigen kostengünstigen, möglichst leichten Materialien mit hoher Spannung.
Die Brauchbarkeit von Lithium-Cobalt(III)-oxid als Elektrodenmaterial für die Pluspolseite (bei der Entladung Kathode) wurde 1980 von einer Forschergruppe um John B. Goodenough beschrieben, der an der University of Oxford arbeitete. Goodenough fand das Material nach systematischer Suche, ausgehend davon, dass er ein Metalloxid mit eingelagerten Lithiumionen für vielversprechender hielt als das Metallsulfid von Whittingham. Er erreichte Zellspannungen von 4 Volt. Die erfolgreiche industrielle Umsetzung gelang zuerst 1985 in Japan durch Akira Yoshino, Chemiker bei Asahi Kasei. Er baute auf dem Kathodenkonzept von Goodenough auf und verwendete für die Anode statt des reaktiven metallischen Lithiums Graphit, das Lithiumionen aufnehmen kann. Ein Vorteil neben dem relativ geringen Gewicht von Graphit ist seine hohe Haltbarkeit, da er als Interkalationsmaterial Lithiumionen aufnimmt, ohne dass das Elektrodenmaterial durch die chemische Reaktion mit dem Lithium „aufgebrochen“ wird.
Der erste kommerziell erhältliche Lithium-Ionen-Akku war damit der Lithium-Cobaltdioxid-Akkumulator, auch LiCoO2-Akku, der von Sony im Jahr 1991 auf den Markt gebracht und in der Hi8-Videokamera CCD TR 1 eingesetzt wurde. Die Batterie aus zwei seriell verschalteten Zellen hatte eine Spannung von 7,2 V und eine Kapazität von etwa 1200 mAh. Im Jahr 2025 werden Akkus dieser Bauform für diese (und eine größere Anzahl kompatibler Kameras von Blaupunkt, Grundig, Hitachi, JVC, Metz, Olympus und Sony) mit Kapazitäten bis 5200 mAh angeboten. Whittingham, Goodenough und Yoshino erhielten 2019 für die Entwicklung der Lithium-Ionen-Batterie den Nobelpreis für Chemie.
Die Möglichkeit, das Graphit auf der Anodenseite durch Silizium zu ersetzen, wurde lange erforscht. Bei Graphit werden sechs Kohlenstoffatome benötigt, um ein Lithiumion zu binden, während ein Siliziumatom gleich vier Lithiumionen binden kann. Die Stabilisierung des Anodenmaterials wurde in einer Reihe von Ansätzen untersucht. Mitte der 2010er investierten mehrere Autohersteller in die Weiterentwicklung. Neben der Nanostrukturierung wurde dabei zuerst die Silizium/Kohlenstoff-Komposit-Anode zur Marktreife entwickelt. Die Massenproduktion von Batterien mit diesem Anodenmaterial setzte zwischen 2022 und 2024 (Varta/Samsung/Group14) ein. Es wird vermutet, dass Silizium und Silizium-Komposite bis 2030 die reinen Graphit-Anoden weitgehend verdrängen werden.
Die Verwendung von Graphit und Silizium wird als Zwischenschritt zu Lithium-Metall-Anoden gesehen, die eine noch höhere Energiedichte ermöglichen. Diese werden auch für den Lithium-Schwefel-Akkumulator untersucht. Man geht für Lithium-Metall-Anoden nicht von einer Einsetzbarkeit vor 2028 aus.

## Anwendung

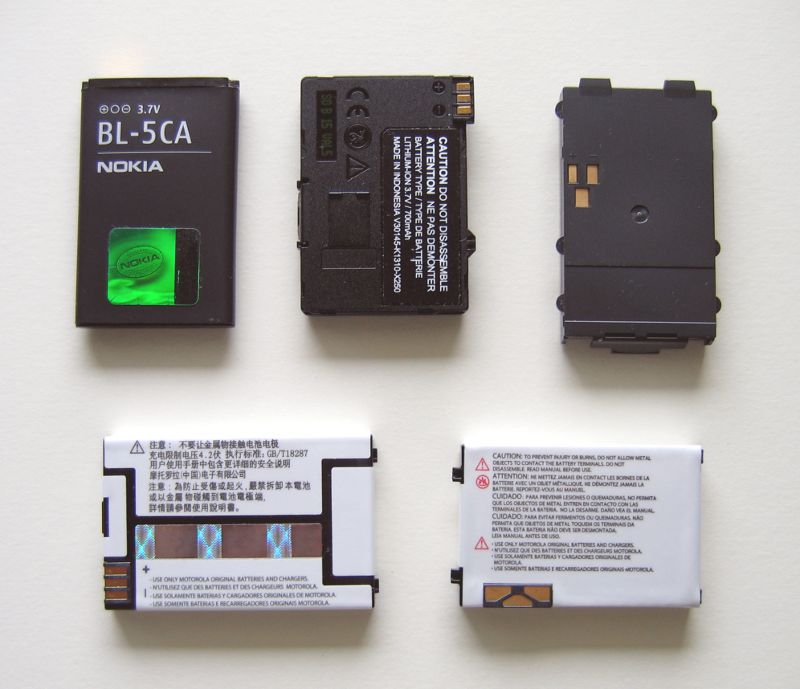
Lithium-Ionen-Akkumulatoren für Mobiltelefone

Lithium-Ionen-Akkus versorgten anfangs hauptsächlich tragbare Geräte mit hohem Energiebedarf, für die herkömmliche Nickel-Cadmium- oder Nickel-Metallhydrid-Akkus zu schwer oder zu groß waren, beispielsweise Mobiltelefone, Tablets, Digitalkameras, Camcorder, Notebooks, Handheld-Konsolen, Softairwaffen oder Taschenlampen. Mittlerweile sind sie in fast allen Bereichen anzutreffen. Sie dienen bei der Elektromobilität als Energiespeicher für Pedelecs, Elektroautos, moderne Elektrorollstühle und Hybridfahrzeuge. Das Fraunhofer-Institut für System- und Innovationsforschung ISI erwartete 2020, dass die Nachfrage nach Lithium-Ionen-Zellen allein für die Elektromobilität bis 2030 um den Faktor 20 bis 40 steigen wird.
Auch im RC-Modellbau haben sie sich früh etabliert. Durch ihr geringes Gewicht sind sie, in Verbindung mit bürstenlosen Gleichstrommotoren und den entsprechenden Reglern, gut als Antriebseinheit im Flugmodellbau geeignet. Seit 2003 gibt es Lithium-Ionen-Akkus in Elektrowerkzeugen wie zum Beispiel Akkuschraubern und in Gartengeräten. In der Boeing 787 werden Lithium-Cobaltdioxid-Akkumulatoren (LiCoO2) verwendet. Sie erhielten nach mehreren Bränden nachträglich eine Stahlummantelung. Andere Flugzeuge sind (2012) mit Lithium-Eisenphosphat-Akkus ausgerüstet. Lithium-Ionen-Batterie-Systeme werden auch in Batteriespeichern eingesetzt.

## Prinzip

Schematischer Aufbau einer Lithium-Ionen-Zelle (positive Elektrode: LiCoO_{2}; negative Elektrode: Li-Graphit)

Im geladenen Lithium-Ionen-Akkumulator wird die elektrische Potentialdifferenz der Elektroden in einem elektrochemischen Prozess mit Stoffänderung der Elektroden zur Stromerzeugung genutzt. Im Akkumulator können Lithiumionen (Li+) frei durch den Elektrolyten zwischen den beiden Elektroden wandern, wovon sich der Name des Akkus ableitet. Im Gegensatz zu den Lithiumionen sind die Übergangsmetall- und Graphit-Strukturen der Elektroden ortsfest und durch einen Separator vor einem direkten Kontakt geschützt. Die Mobilität der Lithiumionen ist zum Ausgleich des externen Stromflusses beim Laden und Entladen nötig, damit die Elektroden selbst (weitgehend) elektrisch neutral bleiben.
Die negative Elektrode ist eine Graphit-Interkalationsverbindung mit der allgemeinen Zusammensetzung LixCn, wobei Lithium als Kation vorliegt. Beim Entladen gibt die Interkalationsverbindung Elektronen ab, die über den externen Stromkreis zur positiven Elektrode fließen. Gleichzeitig wandern gleich viele Li+-Ionen aus der Interkalationsverbindung durch den Elektrolyten ebenfalls zur positiven Elektrode. An der positiven Elektrode nehmen nicht die Lithiumionen die Elektronen des externen Stromkreises auf, sondern die dort vorhandenen Strukturen der Übergangsmetallverbindungen. Je nach Akkumulatortyp können das Cobalt-, Nickel-, Mangan- oder Eisen-Ionen sein, die ihre Ladung ändern. Das Lithium liegt im entladenen Zustand des Akkumulators in der positiven Elektrode weiterhin in Ionenform vor.
Da die Affinität der Lithiumionen zum Material der positiven Elektrode größer ist als ihre Affinität zur negativen (Graphit-)Elektrode, wird beim Fließen von Lithiumionen von der negativen zur positiven Elektrode Energie freigesetzt.
Innerhalb beider Elektroden können sich Elektronen als Elektronengas frei bewegen und zu den externen Leitern wandern bzw. aus den Leitern in die Elektrode eintreten, nicht jedoch zwischen den Elektroden innerhalb des Akkumulators wandern. Die Trennwand (Separator) ist elektronenundurchlässig, was einen Kurzschluss verhindert.

### Aufbau
Während bei Bleiakkumulatoren die Elektroden noch in den Elektrolyten getaucht sind, ist bei Lithium-Akkumulatoren der Schichtaufbau üblich. Die Elektrodenmaterialien werden dazu zu einer streichbaren Paste verarbeitet und auf eine Folie aufgetragen, die als Stromableiter fungiert. Zwischen die Elektrodenfolien wird eine dritte Folie als Separator eingelegt.
Dieser Folienstapel wird für den Zusammenbau in einer Batterie geschnitten, gewickelt oder gefaltet. Bei einer Rundzelle entsteht aus dem Stapel eine Rolle, die in einen zylindrischen Behälter geschoben wird, der gegebenenfalls mit einem Elektrolyten aufgefüllt und dann dicht verschlossen wird. Es gibt jedoch auch eine Reihe von flachen Bauformen.
Mehrere Batteriezellen können zu einem Batteriepack zusammengesetzt werden, insbesondere, um eine gewünschte Spannung zu erreichen. Bekannt sind der 9-Volt-Block, der auf verschiedenen Zellchemien basieren kann, und die Traktionsbatterien für Elektrofahrzeuge mit typischerweise 400 Volt Nennspannung.

### Produktion

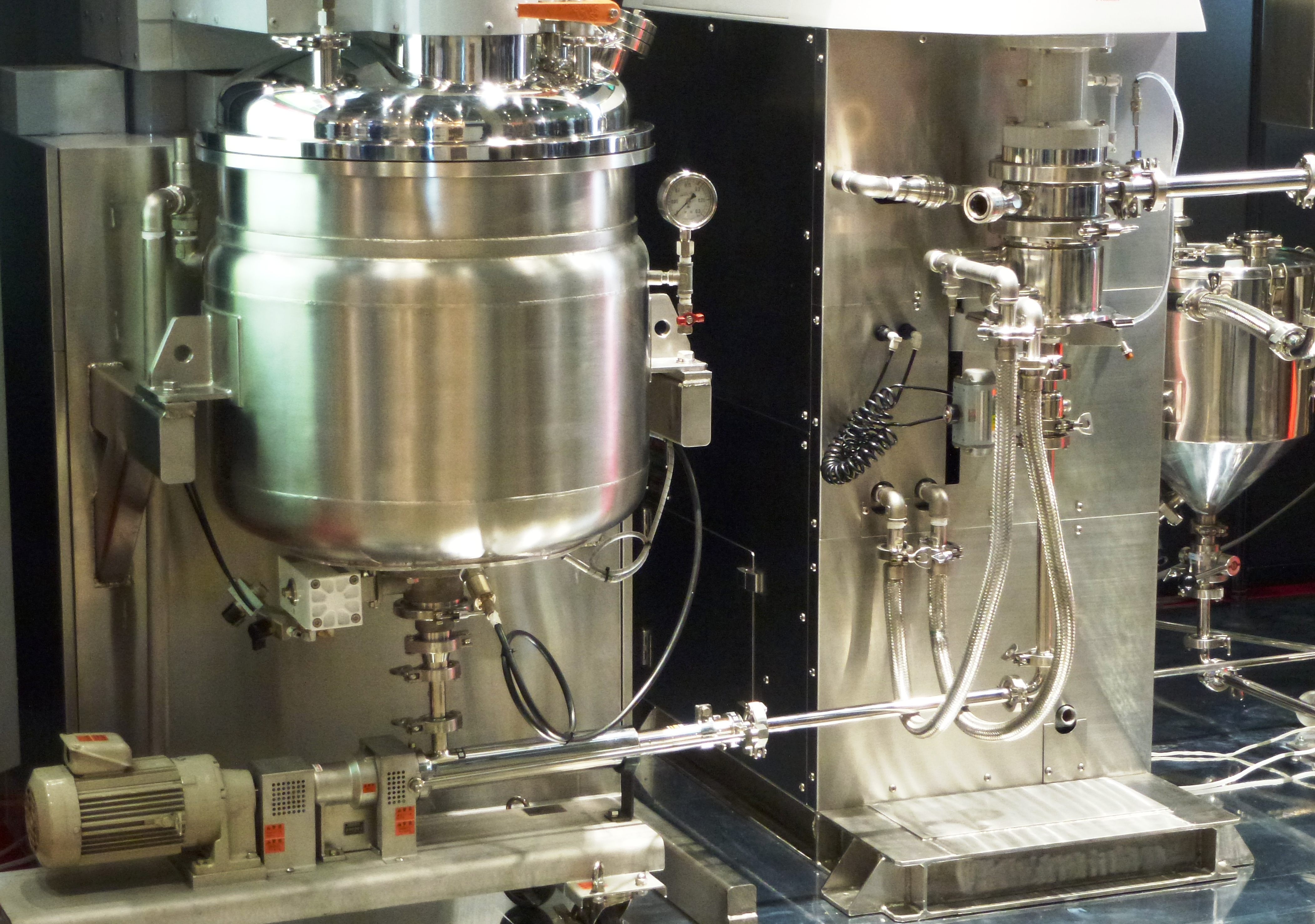
Mischtrommel für den Slurry

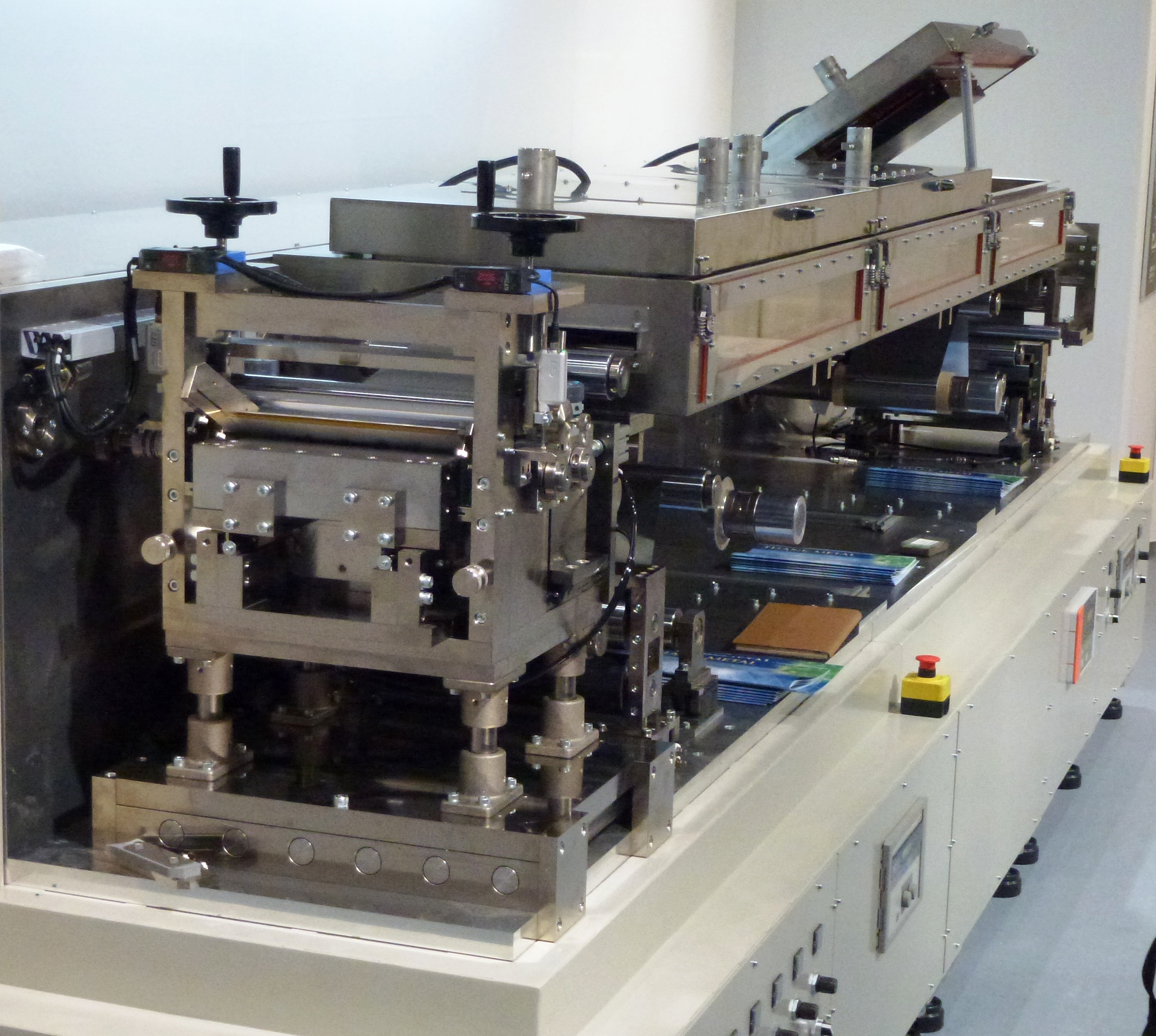
Elektrodenbeschichtung über Rollen

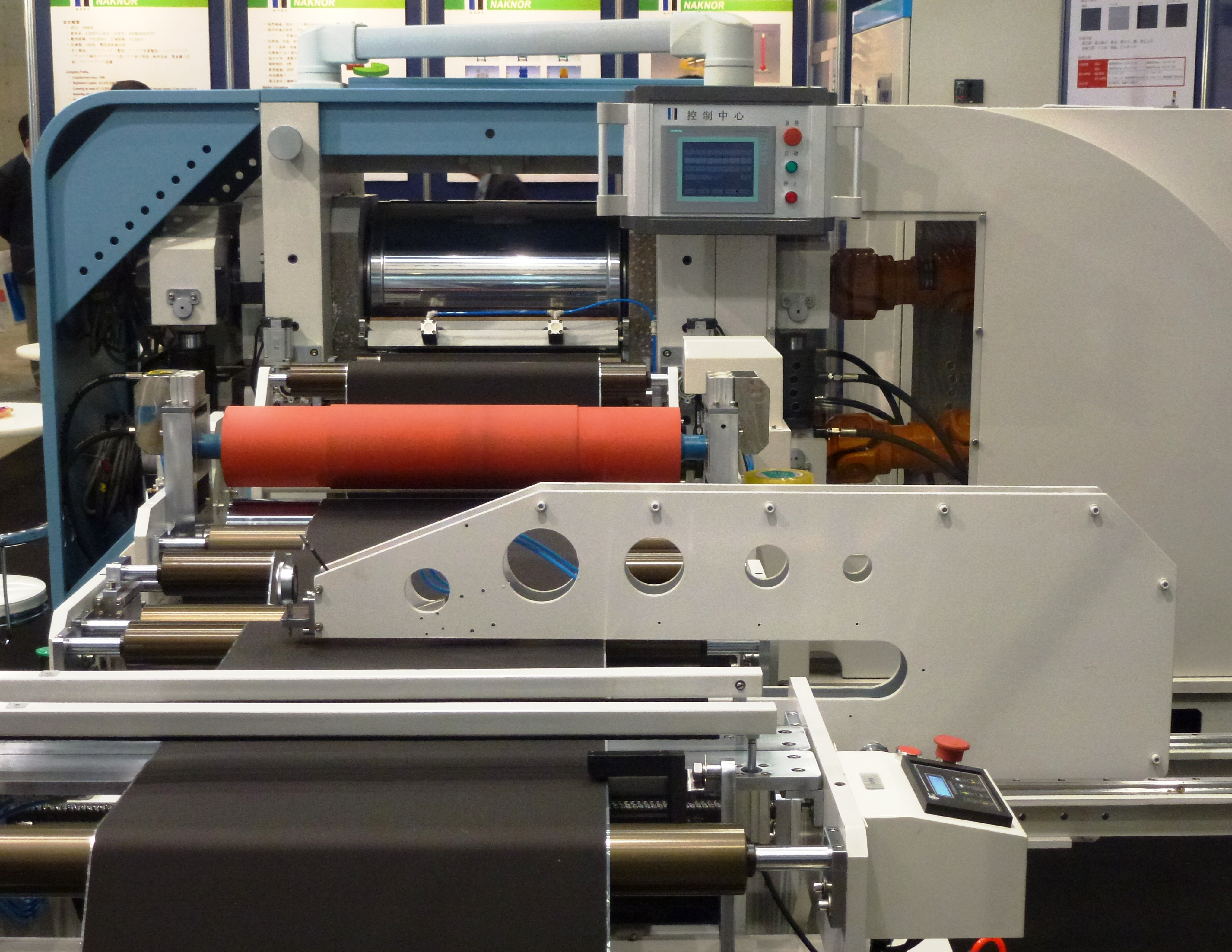
Kalandern nach der Trocknung

Die Serienherstellung von Lithium-Ionen-Batteriezellen umfasst die drei Hauptprozessschritte Elektrodenfertigung, Zell-Assemblierung und Zell-Finishing. Die Folien werden dabei als Endlosbänder über Rollen geführt. Die Fertigungsstraßen für die Elektrodenfertigung (Coating line) und die Zell-Montage (Assembly line) werden hierbei getrennt aufgebaut.
In der Elektrodenfertigung werden die pulverförmigen Ausgangsstoffe in einer Mischtrommel mit Leitadditiven, Lösungs- und Bindemitteln zu einer Paste (Slurry) verbunden. Über Rohrleitungen wird diese zum Beschichten gepumpt und mit einer eine Schlitzdüse, Rakel oder Rasterwalze auf eine Trägerfolie aus Aluminium oder Kupfer aufgetragen. Anschließend werden die die Elektrodenfolien in einen Trockner überführt, in dem das Lösungsmittel verdampft. Die Foliendicken liegen je nach Zelldesign zwischen 5 μm und 25 μm. Die Trockenschicht ist pro Seite zwischen 40 μm und 100 μm dick. Die Trocknerzonen können bis zu 100 m lang sein und bis zu 160 °C heiß. Nach dem Trocken werden die Elektrodenfolien durch ein Walzenpaar verdichtet (Kalandern). Anschließend wird die bis zu 1500 mm breite Trägerfolie in schmalere Streifen geschnitten (Slitting), wie sie für den folgenden Zusammenbau gebraucht werden. Die geschnittenen Elektrodenfolien werden zu Coils aufgerollt und dann in einem Vakuumofen gestapelt, um dem Material die Restfeuchte zu entziehen. Die Trocknungszeit beträgt bis zu 30 h. Statt die Elektrodenfolien zu stapeln kann die Trocknung auch im Endlosverfahren im abgerollten Zustand erfolgen, wobei die Produktionsanlagen dafür entsprechend groß und teuer sind.
Die Herausforderung bei der Elektrodenfertigung ist, über etwa 2500 m Länge eine gleichmäßige Trockenschichtdicke mit einer Toleranz von wenigen Mikrometern ohne Oberflächenfehler zu erreichen. Dazu müssen alle Parameter – von der genauen Mixtur der Ausgangsstoffe über Temperatur und Druck sowie Bandgeschwindigkeit – exakt eingestellt werden. War die Bandgeschwindigkeit lange auf 30 bis 40 Meter pro Minute begrenzt, läuft die Fertigung aktuell mit 70 bis 80 m/min, in der Entwicklung sind 150 m/min. Materialkosten und Trocknung machen über 80 % der Kosten der Zellherstellung aus.
Die zwei Elektrodenfolien und die Separatorfolie kommen dann als Rollenware zur Zell-Assemblierung. Beim Vereinzeln werden daraus einzelne Sheets abgetrennt, für eine Pouch-Zelle werden rechteckige Stücke herausgestanzt. Anschließend werden die Folien übereinander gestapelt, wobei für Pouch-Zellen das Z-Folding üblich ist – die Anoden- und Kathodensheets werden dabei abwechselnd von links und rechts in den Z-förmig gefalteten Separator eingelegt, der als Endlosband vorliegt. Je nach Zellspezifikation kann so ein Zellstapel aus bis zu 120 Einzellagen bestehen. Alternativ können die drei Schichten in einem kontinuierlichen Prozess direkt aufeinander laminiert, durch Wärmeeintrag verpresst und anschließend geschnitten werden. Bei Rundzellen erfolgt die Zell-Assemblierung stattdessen durch Wickeln. Das gewickelte Erzeugnis (Jelly-Roll) wird mit einem Klebestreifen gesichert. Der Folienstapel oder die entstehende Rolle wird anschließend kontaktiert und in eine Verpackung eingelegt, die schließlich mit dem Elektrolyten befüllt und versiegelt wird.
Das Zell-Finishing beinhaltet zusätzliche Schritte nach der Montage. Dazu kann ein Rütteltisch gehören, um die Elektroden gleichmäßig mit dem Elektrolyten zu benetzen. Bei Pouch-Zellen kommt eine Pressung hinzu, die bei Endlosverfahren über eine Walze erfolgt. Die Batterien brauchen dann noch eine erste Serie von Ladezyklen, bei der sich die Lithium-Ionen in die Kristallstruktur des Anodenmaterials einlagern (Formieren). Die Parameter (Strom- und Spannungsverläufe sowie Temperatur) sind spezifisch für die Zelltypen und ausschlaggebend für Leistungsfähigkeit und Haltbarkeit des Endproduktes. Dabei entstehen Gase, die in einer Vakuumkammer abgesaugt werden (Entgasen). Bei der Reifung werden die Zellen bis zu drei Wochen gelagert, wobei regelmäßig die Nennspannung geprüft wird. Der abschließende Test (EOL-Testing) umfasst neben der Kapazitätsmessung auch Widerstandsmessungen, optische Inspektionen und Dichtigkeitsprüfungen.

### Verbesserungen
Lithium-Ionen-Zellen werden seit den 1990er Jahren in Serie gefertigt, der Aufbau und die Produktion werden seitdem stetig optimiert. Innerhalb von drei Jahrzehnten fiel der Preis der Herstellung, zusammen mit sinkenden Rohstoffpreisen, auf rund ein Hundertstel. In der Entwicklung befinden sich weitere Ansätze, die Leistungsdichte zu optimieren und die Kosten zu reduzieren. Einige Techniken sind produktionsreif bzw. befinden sich bereits in der Anwendung.
- Simultane beidseitige Elektrodenbeschichtung (simultanous double-sided coating) – eine Optimierung der sequenziellen beidseitigen Beschichtung (tandem coating), bei der die Slurry-Paste gleichzeitig auf beide Seiten aufgetragen und in einem Schritt getrocknet wird, üblicherweise schwebend in einem Luftstrom. Entsprechende Anlagen sind kommerziell erhältlich.
- Trockenbeschichtung (dry coating) – Durch neue Materialien und alternative Beschichtungstechnologien werden der Einsatz von Lösemitteln und die energie- und zeitaufwändige Trocknung nach dem Auftragen der Slurry-Paste vermieden. Unter dem Begriff werden auch Zwischenschritte diskutiert, die eine deutlich verkürzte Trocknung oder Trocknung ohne Wärmezufuhr ermöglichen. Die Infrarot-Trocknung (infrared-drying) ist in einigen Anlagen bereits in die Produktion überführt.
- Festkörperbatterie (solid-state battery, SSB) – Polymere, sulfidische oder oxidische Feststoffe ersetzen den flüssigen Elektrolyten und erhöhen damit die Sicherheit. Um hohe Energiedichten zu erzielen, ist der Einsatz metallischen Lithiums als Anodenmaterial erforderlich, so dass der Elektrolyt nicht nur eine hohe Kationenleitfähigkeit aufweisen sollte, sondern auch stabil gegen die Bildung von Dendriten sein muss, um eine ausreichende Zyklenfestigkeit zu gewährleisten. Bereits im Einsatz, z. B. in Elektrobussen, sind Polymer-SSB mit Lithium-Metallanoden, Lithiumeisenphosphat-Kathoden und einem Polymer-Elektrolyten, der gleichzeitig als Separator fungiert. Ebenfalls vielversprechend sind Sulfid-SSB-Zellkonzepte sowie Oxid-SSB-Zellkonzepte, die neben dem Oxid-Elektrolyten zusätzlich Gelelektrolyte oder Sulfid-Elektrolyte enthalten. Beide Zellkonzepte werden zwischen 2025 und 2030 auf dem Markt erwartet, wobei Oxid-SSB zunächst als hybride (flüssig/fest) Systeme Marktreife erlangen werden.[30]
- Anodenfreie Festkörperbatterie (anode-free battery) – Das derzeit meistverwendete Anodenmaterial ist Graphit (teils mit Silizium verbessert), in das sich die beim Laden entstehenden Lithiumionen einlagern und mit steigender Zyklenzahl eine zunehmend dicke und ungleichmäßige Schicht ausbilden. Entfällt die übliche Graphit-Anode und wird statt einer Lithium-Folie eine einfache Stromableiterfolie verbaut, nennt sich das „anodenfrei“. Die Lithiumionen entladen sich dann direkt am Metallkontakt, wodurch dort metallisches Lithium aufwächst, das beim Entladen wieder abgebaut wird. Dadurch steigt einerseits die Energiedichte, andererseits sinken Material- und Fertigungskosten signifikant.[31]
- Metallfreie Batterien (metal-free battery) – eine Weiterentwicklung der Lithium-Polymer-Akkumulatoren mit einem festen Polymer als Elektrolyt bzw. Separator. Um die Energiedichte weiter zu erhöhen und gleichzeitig den Einsatz teurer sowie umwelttechnisch und geopolitisch kritischer Materialien wie Cobalt, Nickel und Kupfer zu vermeiden, sollen die metallischen Stromableiter durch leitfähige Polymere und die Metalloxide an der Kathode durch organische Aktivmaterialien ersetzt werden. Dies ermöglicht gleichzeitig eine kostengünstigere Fertigung mittels Extrusions- oder Druckverfahren anstelle der aufwändigen Beschichtung. In einem weiteren Schritt ist geplant, auch die Lithiumionen durch nichtmetallische Ladungsträger zu ersetzen.[32] Der Begriff „metallfrei“ wird auch für Redox-Flow-Batterien verwendet, deren Speichermedium ohne Metalle auskommt, insbesondere die Polymer-basierte Redox-Flow-Batterie (pRFB).

## Ausführungsformen

### Zellchemie
Im Gegensatz zu den nicht wiederaufladbaren Lithiumbatterien und der Gruppe von Lithiumakkumulatoren, die metallisches Lithium im Aufbau nutzen, tritt in Lithium-Ionen-Akkumulatoren kein metallisches Lithium auf – das Lithium wird bei allen heutigen Lithium-Ionen-Akkumulatortypen im Wirtsgitter eines Trägermaterials gebunden. Wenn sich das Wirtsgitter dabei kaum verändert, spricht man von Interkalation. Je nach Typ werden im Rahmen der Herstellung von Akkus mit einer Speicherfähigkeit der Energiemenge von einer Kilowattstunde etwa 80 g bis 130 g chemisch reines Lithium benötigt. Lithium-Ionen, auch die in Akkumulatoren, sind monovalent (Li+), was – verglichen mit multivalenten Ionen wie Mg2+ oder Al3+ – einen wesentlich besseren Transport in Festkörpern erlaubt und damit die Nutzung von Interkalationsprozessen möglich macht.
An Materialien werden unter anderem verwendet:

#### Kathodenmaterial (Pluspolseite)
In der Materialforschung bezeichnet Kathodenmaterial die positive Elektrode (diese ist beim Entladen Kathode, beim Laden Anode).
- Lithium-Cobalt(III)-oxid (LiCoO2, „LCO“) und verwandte Schichtverbindungen. Bei dem Lithium-Cobaltdioxid-Akkumulator besteht die positive Elektrode aus dem namensgebenden Lithium-Cobalt(III)-oxid (LiCoO2). Im Jahr 2008 wurde in etwa 90 % aller verkauften Lithium-Ionen-Akkumulatoren LiCoO2 eingesetzt,[35]
- Lithium-Nickel-Mangan-Cobalt-Oxide kurz NMC oder auch NCM genannt, wie z. B. LiNi0,33Co0,33Mn0,33O2 (NMC 111), die Mischoxide aus dem genannten LiCoO2, aus LiNiO2 und LiMnO2 sind. Eine manganfreie Variante ist das Oxid LiNi1−xCoxO2 Mit Stand 2019 galt diese Verbindung als die in Antriebsbatterien am meisten verwendete. Elektroautos einschließlich derer von Daimler oder BMW, aber abgesehen von den Produkten von Tesla und einigen chinesischen Herstellern, verwendeten mit Stand 2019 NMC-Akkumulatoren.
- Lithium-Nickel-Cobalt-Aluminium-Oxid („NCA“, LiNi1−x−yCoxAlyO2) ist eine Version des Lithium-Ionen-Akkumulators mit Lithium-Nickel-Cobalt-Aluminium-Oxid als Kathodenmaterial z. B. LiNi0,85Co0,1Al0,05O2. Dieser Akku zeichnet sich durch hohe Energiedichte (240–270 Wh/kg bei zyl. Zellen im Format 18650) und lange Lebensdauer aus. NCA-Zellen werden als Antriebsbatterie vor allem von Panasonic und Tesla hergestellt.
- Spinelle wie das Lithiummanganoxid LiMn2O4 („LMO“), das beim Lithium-Mangan-Akkumulator als cobaltfreies Aktivmaterial in der positiven Elektrode eingesetzt wird. Dessen negative Elektrode, bei Entladung des Akkumulators die Anode, besteht dabei entweder aus herkömmlichem Graphit (Hochenergiezellen) oder aus einer amorphen Kohlenstoffstruktur (amorphous carbon, in Hochleistungszellen). Durch die größere Anodenoberfläche ergibt sich eine verbesserte Hochstromfestigkeit. Die Zellen werden mit Stand 2012 sowohl in Pedelecs und E-Bikes verschiedener Hersteller (u. a. vom Schweizer Pedelec-Hersteller Flyer[36][37]), als auch in Hybridelektrokraftfahrzeugen (Bsp.: Nissan Fuga Hybrid, Infinity Mh) und Elektroautos (Bsp.: Nissan Leaf) eingesetzt. Großformatige Zellen für Antriebsbatterien fertigt beispielsweise AESC u. a. für den Nissan Leaf.
- Lithium-Eisenphosphat-Akkumulator (LiFePO4-Akkumulator) ist eine Version des Lithium-Ionen-Akkumulators, bei dem die herkömmliche Lithium-Cobaltoxid-Kathode durch eine Lithium-Eisenphosphat-Kathode ersetzt wurde. Dieser Akku zeichnet sich durch hohe Lade- und Entladeströme, eine sehr gute Temperaturstabilität und eine lange Lebensdauer aus. Die Nominalspannung beträgt 3,2 V beziehungsweise 3,3 V, die Energiedichte beträgt 100–120 Wh/kg. Weiterentwicklungen zur Verbesserung der technischen Eigenschaften sind Dotierungen mit Yttrium- (LiFeYPO4) und Schwefelatomen.

| Bezeichnung                                 | Positive Elektrode: Materialien | Abkürzungen   | Zell- Spannung | typ. Betriebs- bereich | Laden (Ladeschluss- Spannung)                              | Entladen (Cut-Off- Spannung)                               | Spezifische Energie in Wh/kg                               | Lade- zyklen                                               |
| ------------------------------------------- | ------------------------------- | ------------- | -------------- | ---------------------- | ---------------------------------------------------------- | ---------------------------------------------------------- | ---------------------------------------------------------- | ---------------------------------------------------------- |
| Lithium-Cobaltdioxid-Akkumulator            | LiCoO2                          | ICR, LCO      | 3,6 V          | 3,0–4,2 V              | 0,7–1C (4,2 V)                                             | ≤ 1C (2,5 V)                                               | 150–200                                                    | 0500–1000                                                  |
| Lithium-Mangan-Akkumulator                  | LiMnO2 / LiMn2O4                | IMR, LMO, LMS | 3,7–3,8 V      | 3,0–4,2 V              | 0,7–1C (4,2 V)                                             | 1C, Hochstrom: 10C (2,5 V)                                 | 100–150                                                    | 0300–700                                                   |
| Lithium-Nickel-Mangan-Cobalt-Akkumulator    | LiNixMnyCozO2                   | INR, NMC, NCM | 3,6–3,7 V      | 3,0–4,2 V              | 0,7–1C (4,2 V)                                             | 1C, Hochstrom: 2C (2,5 V)                                  | 150–220                                                    | 1000–2000                                                  |
| Lithium-Nickel-Cobalt-Aluminium-Akkumulator | LiNixCoyAlzO2                   | NCA           | 3,6 V          | 3,0–4,2 V              | 0,7C (4,2 V)                                               | 1C (3,0 V)                                                 | 200–260                                                    | 0500                                                       |
| Lithium-Eisenphosphat-Akkumulator           | LiFePO4                         | IFR, LFP      | 3,2–3,3 V      | 2,5–3,65 V             | 1C (3,65 V)                                                | 1C, Hochstrom: 25C (2,5 V)                                 | 090–120                                                    | 2000 und mehr                                              |
| Lithium-Mangan-Eisenphosphat-Akkumulator    | LiMnxFeyPO4                     | LMFP          | 3,4–4,0 V      | 3,8 V                  | (vergleichbar LiFePO4 – höhere Spannung bringt mehr Wh/kg) | (vergleichbar LiFePO4 – höhere Spannung bringt mehr Wh/kg) | (vergleichbar LiFePO4 – höhere Spannung bringt mehr Wh/kg) | (vergleichbar LiFePO4 – höhere Spannung bringt mehr Wh/kg) |

#### Anodenmaterial (Minuspolseite)
In der Materialforschung bezeichnet Anodenmaterial die negative Elektrode (diese ist beim Entladen Anode, beim Laden Kathode).
- Graphit und verwandte Kohlenstoffe, bei denen eine Interkalation von Lithium stattfindet, sind immer noch die wichtigsten Materialien,
- nanokristallines, amorphes Silicium (Legierungsbildung mit Lithium),
  - poröses Silizium, bei Amprius als Silizium-Nanodrähte auf einem Silizium-Nickel-Substrat[40]
  - Silizium/Kohlenstoff-Komposite mit einem Gerüst auf Kohlenstoffbasis werden als Silicium-Carbon bezeichnet.[41]
  - Silicium/Graphit/Kohlenstoff-Komposite (Si/G/C-Komposite) können teilweise Graphit zur Speicherung einsetzen und in verschiedenen Mischungsverhältnissen Silicium-Partikel in einer Kohlenstoffmatrix zur Leistungssteigerung hinzufügen.[42]
- Lithiumtitanat-Akkumulator ist eine Unterkategorie des Lithium-Ionen-Akkumulators, bei der die herkömmliche Graphitelektrode (negativer Pol) durch eine gesinterte Elektrode aus Lithiumtitanspinell (Li4Ti5O12) ersetzt wird. Die wesentlich stärkere chemische Bindung des Lithiums im Titanat verhindert die Bildung einer Oberflächenschicht, die eine der Hauptgründe für die schnelle Alterung vieler herkömmlicher Li-Ionen-Akkus ist. Da das Titanat nicht mehr mit Oxiden aus der Kathode reagieren kann, wird auch das thermische Durchgehen des Akkumulators verhindert, selbst bei mechanischen Schäden. Außerdem kann der Akkumulator aufgrund der Lithiumtitanat-Anode im Gegensatz zu herkömmlichen Lithium-Ionen-Akkus auch bei tiefen Temperaturen in einem Temperaturbereich von −40 bis +55 °C betrieben werden. Nachteilig ist die geringe Speicherdichte und der hohe Preis.
- Zinndioxid (SnO2).

| Bezeichnung                                                | Negative Elektrode: Materialien | Abk. | Zell- Spannung | typ. Betriebs- bereich | Laden (Ladeschluss- Spannung) | Entladen (Cut-Off- Spannung) | Spezifische Energie in Wh/kg | Lade- zyklen     |
| ---------------------------------------------------------- | ------------------------------- | ---- | -------------- | ---------------------- | ----------------------------- | ---------------------------- | ---------------------------- | ---------------- |
| Lithium-Graphit-Akkumulator (Standard-Lithium-Ionen-Zelle) | C                               | C    | 3,2–4,0 V      | 3,4–3,8 V              | 1C                            | bis zu 10C                   | 200–260                      |                  |
| Silicium-Carbon-Composite                                  | Si/C                            | SCC  | 2,75–4,2 V     |                        | 1C                            |                              | 330–450                      | 1000             |
| Lithiumtitanat-Akkumulator                                 | Li4Ti5O12                       | LTO  | 2,4 V          | 1,8–2,85 V             | bis 25C (2,85 V)              | bis 70C (2,5 V)              | 050–80                       | 40.000 (mit 10C) |

#### Elektrolyte
Ein Separator hat die Aufgabe, die Elektroden elektrisch zu isolieren, also mindestens den Kontakt der Oberflächen zu unterbinden. Gleichzeitig muss der Separator durchlässig für die Lithium-Ionen sein. Üblich sind flüssige Elektrolyte, wobei der Separator porös genug sein muss, um mit dem Elektrolyt getränkt werden zu können. Das Material des Elektrolyten sollte dabei einen hohen Benetzungsgrad für beide Elektrodenmaterialien aufweisen, um Ionen aus den Oberflächen der Elektroden aufnehmen und abgeben zu können.
Alle genannten Elektrodenmaterialien können mit einem Polymerelektrolyten kombiniert werden, so dass ein Lithium-Polymer-Akkumulator entsteht.
Zur Anwendung kommen:
- Salze wie Lithiumhexafluorophosphat (LiPF6), Lithiumtetrafluorborat (LiBF4) oder Lithiumbis(oxalato)borat (LiBOB) gelöst in wasserfreien aprotischen Lösungsmitteln wie z. B. Ethylencarbonat, Propylencarbonat, Dimethylcarbonat, Diethylcarbonat oder 1,2-Dimethoxyethan,[48]
- Polymere aus Polyvinylidenfluorid (PVDF) oder Polyvinylidenfluorid-Hexafluorpropen (PVDF-HFP) im Lithium-Polymer-Akkumulator,
- Lithiumphosphatnitrid (Li3PO4N),
- Lithiumtitanthiophosphat (LiTi2(PS4)3),
- LISICON (Li2+2xZn1−xGeO4).

Separator
- Polyolefin-Membran ohne und mit nanokeramischer Schicht,
- High purity alumina (HPA) Separator.[49]

Stromableiter
- Kupferfolie an der Minuspolseite. Hier verwendet man nicht Aluminium, weil Aluminium an der negativen Elektrode mit Lithium reagieren würde,
- Aluminiumfolie an der Pluspolseite. Hier verwendet man das kostengünstige und leichte Material, das in geeigneten Elektrolyten durch Passivierung vor Korrosion geschützt ist.

### Reaktionsgleichungen
Im Folgenden sind beispielhaft die für den Lithium-Mangan-Akkumulator geltenden chemischen Reaktionsgleichungen bei Entladung und Ladung angeführt.
Negative Elektrode (Entladen):
{\displaystyle \mathrm {Li} _{x}\mathrm {C} _{n}\rightarrow \ \,\mathrm {C} _{n}+x\,\mathrm {Li} ^{+}+x\,\mathrm {e} ^{-}}
Positive Elektrode (Entladen):
{\displaystyle \mathrm {Li} _{1-x}\mathrm {Mn_{2}O_{4}} +x\,\mathrm {Li} ^{+}+x\,\mathrm {e} ^{-}\rightarrow \ \mathrm {LiMn_{2}O_{4}} }
Redox-Gleichung:
{\displaystyle \mathrm {Li} _{1-x}\mathrm {Mn_{2}O_{4}+Li} _{x}\mathrm {C} _{n}\rightarrow \ \mathrm {LiMn_{2}O_{4}} +\,\mathrm {C} _{n}}

### Spezielle Bauweisen

#### Lithium-Polymer-Akkumulator
Der Lithium-Polymer-Akkumulator stellt keine eigenständige Zellchemie dar, wenngleich die Mehrzahl aller am Markt befindlichen Lithium-Polymer-Akkumulatoren vom Typ der Lithium-Cobaltdioxid-Akkumulatoren sind und damit umgangssprachlich oft gleichgesetzt werden. Die wesentliche Eigenschaft des Polymer-Akkumulators ist die Art der Gestaltung des normalerweise flüssigen Elektrolyts, welcher als feste bis gelartige Folie auf Polymerbasis vorliegt und somit im mechanischen Aufbau der Zelle verschiedenartige Gestaltungen wie den Aufbau flacher Zellen erlaubt. Die äußere Form der Lithium-Polymer-Akkus unterliegt praktisch keinen Beschränkungen.

#### Verschiedenartige Materialkombinationen

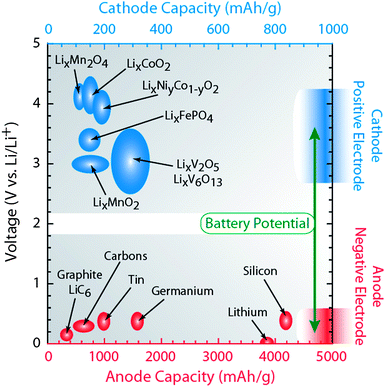
Potentiale in Abhängigkeit von den eingesetzten Kathoden- und Anoden-Aktivmaterialien

Es stehen zahlreiche Materialkombinationen zur Speicherung von Lithiumionen zur Verfügung. Die chemischen Speichermaterialien verändern die Eigenschaften des Akkumulators entscheidend, so dass diese zur Einstellung auf spezielle Anforderungen genutzt werden können. Die Abbildung zeigt zahlreiche Kathoden- und Anodenmaterialien in einer Gegenüberstellung und weist den Potentialunterschied der Materialien aus.
Durch die zusätzliche Verwendung unterschiedlicher spezieller Separatoren (z. B. Keramikseparatoren), Elektrolyte (z. B. Ionische Flüssigkeiten) und Verpackungsmaterialien können weitere Eigenschaften des Akkumulators eingestellt werden, so dass diese auch extremen Anforderungen gerecht werden können.
Als besondere Anforderungen an Lithium-Ionen-Akkumulatoren gelten:
- Maximierung von Energiedichte (gewichts- oder volumenbezogen);
- Schnellladefähigkeit und Leistungsdichte;
- Hoch- und Niedrigtemperaturfestigkeit;
- Stoßfestigkeit und Eigensicherheit;
- Strahlungstoleranz (z. B. Gammastrahlung in der Luft- und Raumfahrt);
- Hoch- und Niederdruckfestigkeit (bis Grobvakuum);
- Spezielle Formfaktoren für Folienkörper oder Anschlusspole;
- Amagnetismus sowie
- Biegeflexibilität.

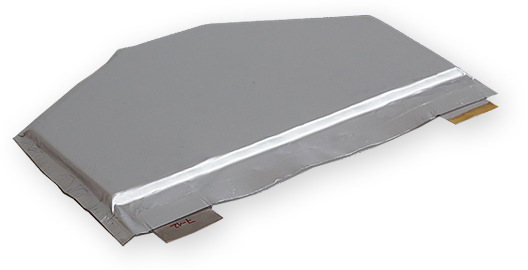
Sechseckiger Akkumulator für ein unbemanntes Unterwasserfahrzeug

Obwohl diese Möglichkeiten bestehen, stützt sich die industrielle Massenfertigung auf die Verwendung von etablierten Speichermaterialien, wie z. B. Lithium-Cobalt(III)-oxid und Graphit. Nur wenige Spezialhersteller, wie z. B. das deutsche Unternehmen Custom Cells Itzehoe GmbH und das amerikanische Unternehmen Yardney Technical Products Inc., bieten Sonderlösungen an. Nebenstehende Abbildung zeigt einen vom Fraunhofer-Institut für Siliziumtechnologie (ISIT) entwickelten Akkumulator, der in seiner Energiedichte, Druckresistenz und ungewöhnlichen Formgebung (sechseckig) für den Einsatz in einem Autonomen Unterwasserfahrzeug (AUV) optimiert wurde.

#### Weitere Akkumulatortypen
Beim Dual-Carbon-Akkumulator bestehen beide Elektroden, sowohl die Kathode als auch die Anode, aus porösem Graphit. Dieser Akkumulatortyp befindet sich im Forschungsstadium und hat mit Stand 2019 noch keine wirtschaftliche Bedeutung. Er gehört nicht zu den Lithiumionenzellen im engeren Sinn, weil beim Entladen nicht wie üblich an der Pluspolseite Li+-Ionen eingelagert werden.

### Bauformen

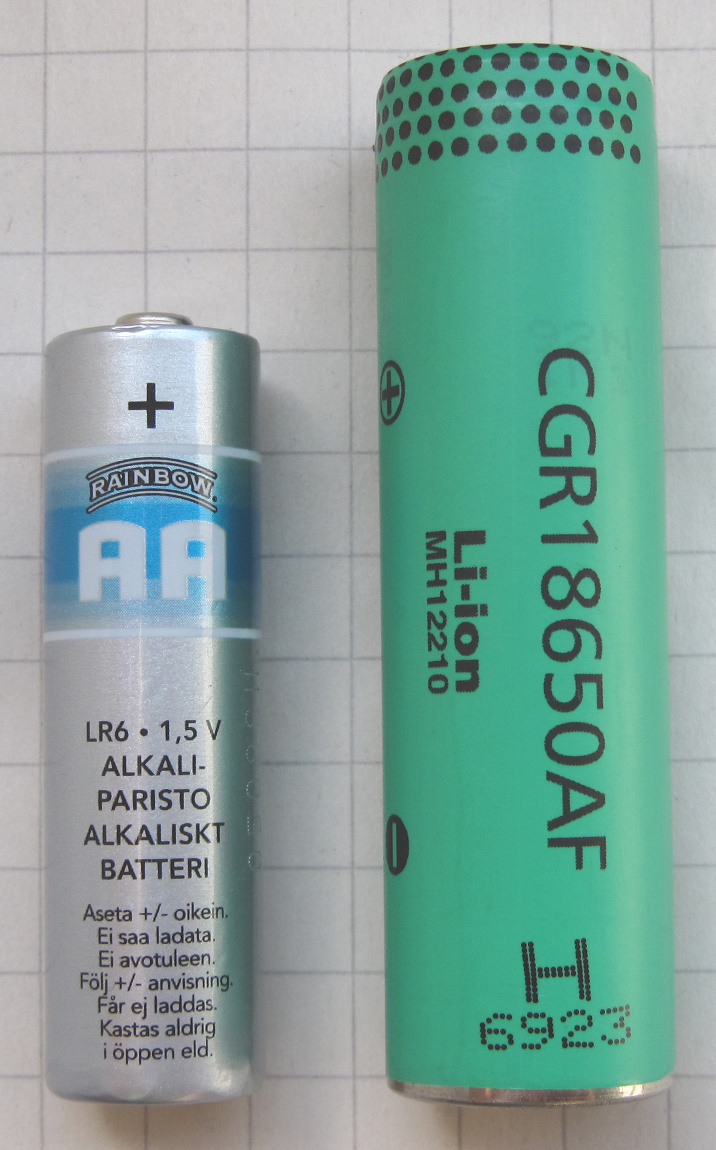
Ein Lithium-Ionen-Akku des Formfaktors 18650 neben einer Alkaline AA zum Vergleich.

Größenvergleich verschiedener Batteriezellen.

Handelsübliche Einzelzellen von Lithium-Ionen-Akkumulatoren werden üblicherweise in zylindrischer Bauform, als mit speziellem Gehäuse konfektionierte Einzelzellen (prismatische Zelle) oder als Pouch-Zellen ausgeführt. Die zylindrische Bauform ist dabei mit einer fünfstelligen Zahl gekennzeichnet und ermöglicht so einen einfachen Austausch. Die ersten beiden Ziffern geben den Zelldurchmesser in Millimeter an, die dritte und vierte Stelle die Länge der Zelle in Millimeter. Diese Baugrößen sind nicht genormt und die Abmessungen weichen von Hersteller zu Hersteller nicht unerheblich von diesen Werten ab. In nachfolgender Tabelle sind beispielhaft einige übliche Zellgrößen mit den typischen Kapazitätswerten angegeben. Die konkreten Werte zu der Kapazität stellen grobe Richtwerte dar und sind vom konkreten Zelltyp und Hersteller abhängig.
| Zell- bezeich- nung | Abmessungen (ø × l) in mm | Typische Kapazität in Ah | Bauform wie   | Hinweis/Verwendung                                                                  |
| ------------------- | ------------------------- | ------------------------ | ------------- | ----------------------------------------------------------------------------------- |
| 10180               | 10 × 18                   | 0,3–0,4                  | 2⁄5 AAA-Zelle |                                                                                     |
| 10280               | 10 × 28                   | 0,3–0,4                  | 2⁄3 AAA-Zelle |                                                                                     |
| 10440               | 10 × 44                   | 0,3–0,4                  | AAA-Zelle/R03 |                                                                                     |
| 13450               | 13 × 45                   | 0,5–0,7                  |               | Einsatz in E-Zigaretten                                                             |
| 14250               | 14 × 25                   | 0,25–0,30                | 1⁄2 AA-Zelle  |                                                                                     |
| 14430               | 14 × 43                   | 0,6–0,7                  | 4⁄5 AA-Zelle  |                                                                                     |
| 14500               | 14 × 53                   | 0,7–0,8                  | AA-Zelle/R6   |                                                                                     |
| 14650               | 14 × 65                   | 0,9–1,6                  |               |                                                                                     |
| 16340               | 16 × 34                   | 0,6–1,0                  | CR123A        |                                                                                     |
| 16500               | 16 × 50                   | 0,8–1,2                  |               |                                                                                     |
| 16650               | 16 × 65                   | 2–3                      |               |                                                                                     |
| 17500               | 17,3 × 50,0               | 0,7–1,2                  | A-Zelle/R23   |                                                                                     |
| 17650               | 17 × 65                   | 1,2–2,5                  |               |                                                                                     |
| 18350               | 18 × 35                   | 0,7–1,2                  |               |                                                                                     |
| 18500               | 18,3 × 49,8               | 1,1–2,2                  |               |                                                                                     |
| 18650               | 18,6 × 65,2               | 0,8–3,5                  |               | Weitverbreitet u. a. in Notebooks, Elektroautos, E-Zigaretten und Taschenlampen     |
| 21700               | 21 × 70                   | 3–5                      |               | auch als 2170 bezeichnet, Anwendung bislang überwiegend in Elektroautos und E-bikes |
| 22500               | 22,3 × 51,4               | 2,0–2,6                  |               | Ersatz für 3×AAA-Pack in Taschenlampen                                              |
| 23430               | 23 × 43                   | 3,3–5,2                  | Sub-C-Zelle   |                                                                                     |
| 25500               | 24,3 × 49,2               | 3,7–5,0                  |               |                                                                                     |
| 26500               | 26 × 50                   | 2–4                      | C-Zelle/R14   |                                                                                     |
| 26650               | 26,5 × 65,4               | 3,3–5,2                  |               | Weitverbreitet u. a. in Elektroautos                                                |
| 32600               | ,032 × 61,9               | 5,5–6,0                  | D-Zelle/R20   |                                                                                     |
| 4680                | 46 × 80                   |                          |               | Tesla, in zukünftigen Elektroautos                                                  |
| 4695                | 46 × 95                   |                          |               | BMW, in zukünftigen Elektroautos                                                    |
| 46120               | 46 × 120                  |                          |               | BMW, in zukünftigen Elektroautos                                                    |

## Eigenschaften

Vergleich von Leistungs- und Energiedichte einiger Energiespeicher (Ragone-Diagramm)

Da Lithium-Ionen-Akkumulator der Oberbegriff für eine Vielzahl an möglichen Kombinationen von Materialien für Anode, Kathode und Separator darstellt, ist es schwierig, allgemeingültige Aussagen zu treffen. Je nach Materialkombination unterscheiden sich die Eigenschaften teilweise deutlich. Hinzu kommt die fortwährende Verbesserung durch die Akkuhersteller, die in den letzten Jahren insbesondere auf den bekannten Problemfeldern wie Haltbarkeit und Sicherheit erhebliche Verbesserungen erzielen konnten, während die spezifische Energie nur in vergleichsweise geringem Umfang erhöht wurde.
Allen Lithium-Ionen-Akkumulatoren gemeinsam ist, dass die Zellen gasdicht versiegelt sein müssen und lageunabhängig betrieben werden können. Die spezifische Energie liegt in der Größenordnung von 150 Wh/kg und die Energiedichte in der Größenordnung von 400 Wh/l, womit Lithium-Ionen-Akkumulatoren insbesondere im Bereich mobiler Anwendungen als elektrischer Energiespeicher interessant sind und den Aufbau kleiner und leichter Akkumulatoren erlauben. Die temperaturabhängige Selbstentladungsrate liegt im Bereich von nahe 0 % bis 8 % pro Monat, der typische Temperaturbereich für den Einsatz liegt bei ca. −30 °C bis +60 °C.

### Wirkungsgrad
Coulomb-Wirkungsgrad
Der Coulomb-Wirkungsgrad bzw. die Coulomb-Effizienz beträgt typischerweise annähernd 100 %, das heißt, fast die gesamte in den Akkumulator geflossene Ladung kann diesem auch wieder entnommen werden. Nur während der ersten Zyklen ist die Coulomb-Effizienz geringer, da ein Teil der Lithiumionen mit der Elektrolytlösung an der Anode und Kathode irreversibel unter Ausbildung von Deckschichten reagiert.
Speichervermögen in Abhängigkeit vom Entladestrom
Das Speichervermögen in Abhängigkeit vom Entladestrom kann durch die Peukert-Gleichung näherungsweise beschrieben werden. Je höher der Entladestrom, desto weniger elektrische Energie kann dem Akku entnommen werden. Für Lithium-Ionen-Akkus liegt die Peukert-Zahl bei ca. 1,05.
Energie-Effizienz
Es kommt – wie bei jedem Akkumulator – zu Energieverlusten durch den Innenwiderstand sowohl beim Laden als auch beim Entladen. Typische Gesamtwirkungsgrade früher Lithium-Cobaltdioxid-Akkumulatoren (vor 2006) betrugen um die 90 %, Stand 2012 werden 90 % bis 95 % angegeben. Werden im Verhältnis zur maximalen Strombelastbarkeit des Akkumulators kleine Lade- und Entladeströme verwendet, können auch über 98 % erreicht werden.

### Spezifische Energie und Energiedichte
Die massenbezogene spezifische Energie ist mehr als doppelt so hoch wie beispielsweise die des Nickel-Cadmium-Akkumulators und liegt bei 0,09–0,25 kWh/kg, die volumenbezogene Energiedichte liegt bei 0,2–0,5 kWh/l, je nach verwendeten Materialien. Anwendungen, die eine besonders lange Lebensdauer benötigen, beispielsweise für den Einsatz in Elektroautos, laden und entladen den Lithium-Ionen-Akku oft nur teilweise (z. B. von 30 bis 80 % statt von 0 bis 100 %), was die Zahl der möglichen Lade-Entlade-Zyklen überproportional erhöht, aber die nutzbare Energiedichte entsprechend reduziert.

### Spannung
| Material  | Spannung  |
| --------- | --------- |
| LiCoO2    | 3,6 V     |
| LiMnO2    | 3,7–3,8 V |
| LiFePO4   | 3,2-3,3 V |
| Li2FePO4F | 3,6 V     |

Ein konventioneller LiCoO2-Akku liefert eine Nennspannung von 3,6 Volt, die damit rund dreimal so hoch wie die eines Nickel-Metallhydrid-Akkumulators (NiMH-Akku) ist. Die Ladeschlussspannung liegt bei bis zu 4,3 Volt. Die Entladeschlussspannung beträgt 2,5 Volt; eine Tiefentladung führt zu irreversibler Schädigung und Kapazitätsverlust. Die Zellspannung hängt jedoch vom verwendeten Kathodenmaterial ab und ist daher von Akkutyp zu Akkutyp leicht unterschiedlich.

### Ladevorgang

#### Batteriemanagementsystem

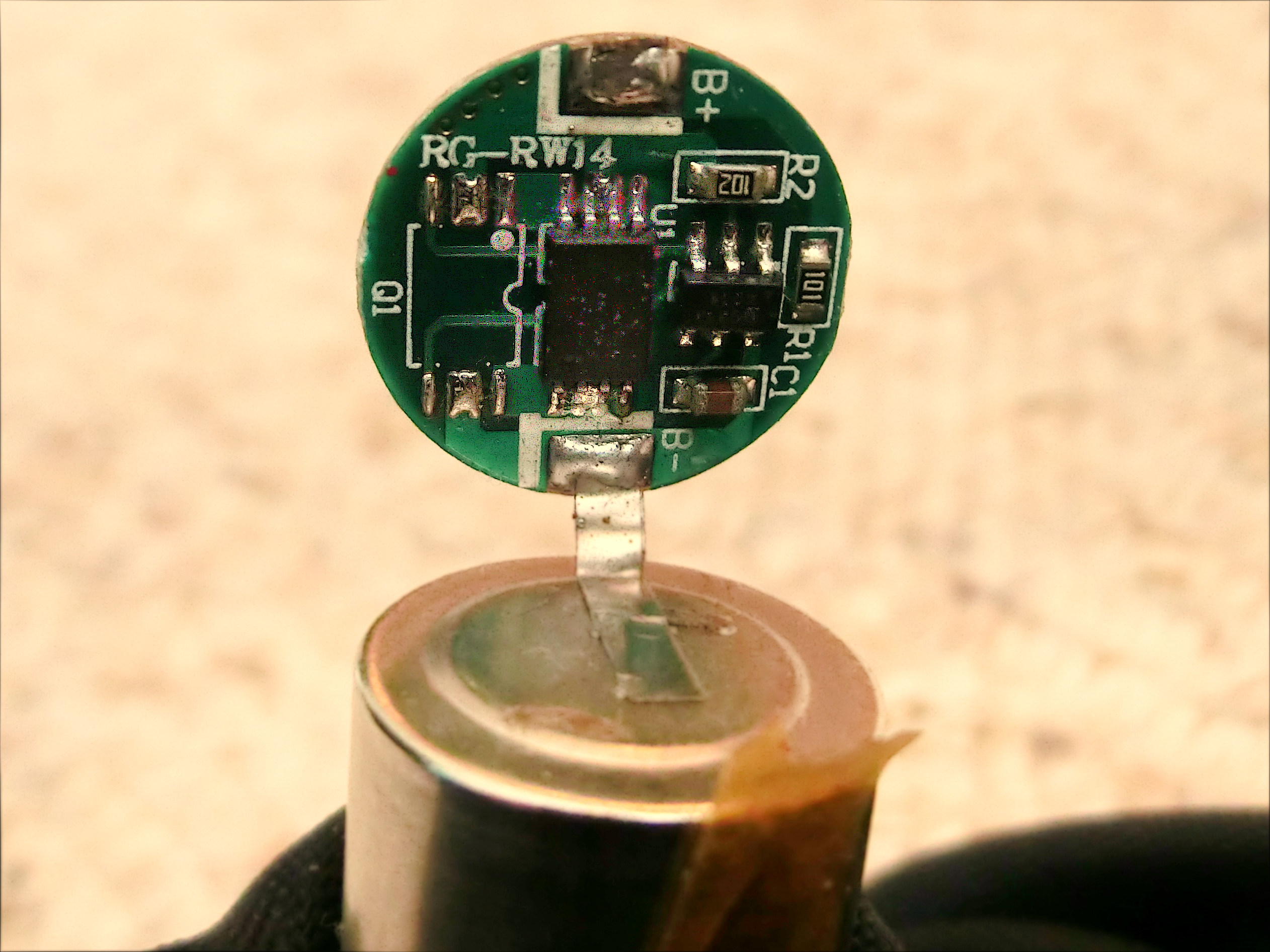
Lithium-Ionen-Akku-Überwachungselektronik (Über- und Entladungsschutz)

Ein weiteres Merkmal aller Lithium-Ionen-Akkumulatoren ist, dass die Zellen von der Zellchemie her nicht imstande sind, Überladungen zu verkraften, weshalb dieser Akkutyp über lange Zeit nicht eingesetzt wurde, obwohl er bereits in den 1980er Jahren entwickelt worden war. Da integrierte Schaltkreise sehr preisgünstig geworden sind, können Lithium-Ionen-Akkus heute in Verbindung mit einem Batteriemanagementsystem (Elektronische Schaltung, BMS) betrieben werden, was die Sicherheit im Umgang mit diesem Akkutyp erheblich erhöht hat. Bei Akku-Packs kleiner und mittlerer Baugröße ist diese Elektronik meist integriert. Spezielle Laderegler dienen dem Schutz gegen Tiefentladung und Überladung. Die Elektronik steuert den ladungsabhängigen Ladestrom und überwacht insbesondere die exakt einzuhaltende Ladeschlussspannung. Eine selbstrückstellende Sicherung verhindert Überstrom beziehungsweise Kurzschluss. Die verwendete Prozessorsteuerung ist auf die Eigenschaften des jeweiligen Akkutyps abgestimmt. Akku-Packs, in denen zur Spannungserhöhung mehrere Zellen in Reihe geschaltet werden, verfügen oft zusätzlich über eine Elektronik, die durch sog. „Cell-Balancing“ den Ladezustand aller Zellen in einem Pack aneinander angleicht. Insbesondere muss die Ladung beendet oder der Ladestrom reduziert werden, wenn die erste Zelle die Maximalspannung überschreitet. Ebenso ist die Entladung zu beenden, wenn die erste Zelle die Minimalspannung unterschreitet. Bei der Integration einer solchen Überwachungselektronik in die Zelle vergrößern sich die Abmessungen der Akkumulatoren allerdings etwas, was im Falle von standardisierten Lithium-Ionen-Zellen wie der 18650 dazu führt, dass diese nicht mehr in handelsübliche Fassungen eingesetzt werden können, da sich die Länge um 3 bis 4 mm erhöht.

#### Ladeverfahren
Da Lithium-Ionen-Akkus keinen Memory-Effekt haben und auch nicht formiert werden müssen, werden sie immer auf die gleiche Art geladen: Bei den meisten handelsüblichen Akkus wird das CC-CV-Ladeverfahren (constant current–constant voltage charging) angewandt. Dabei wird der Akku so lange mit einem konstanten Strom geladen, bis die Ladeschlussspannung erreicht wird. Die Ladeschlussspannung ist abhängig von der Nennspannung des jeweiligen Akkutyps. Der Ladestrom sinkt dann mit der Zeit immer weiter ab, je voller der Akkumulator wird. Sobald der Strom einen bestimmten Wert (z. B. C/10 oder gar nur 3 Prozent des anfänglichen Stroms) unterschreitet oder er über einen längeren Zeitraum nicht mehr sinkt, wird die Ladung beendet. Die Höhe des Ladestromes wird je nach Akkutyp nach dem C-Faktor bemessen. Die Ladeschlussspannung von produktabhängig 3,6 V (LiFePO4) bis 4,3 V (LiMnO2) darf allenfalls mit einer geringen Toleranz (z. B. 50 mV) überschritten werden. Die Verwendung einer etwas niedrigeren Ladeschlussspannung ist hingegen unkritisch. Einer gewissen Verringerung der Kapazität steht meist eine deutliche Erhöhung der Zahl der nutzbaren Lade-Entlade-Zyklen gegenüber.

#### Überladung
Droht eine Überladung, trennt die Überwachungselektronik die Zelle von der Stromquelle, bis die Elektronik eine Spannungsreduktion erkennt. Nicht alle auf dem Markt erhältlichen Akkus besitzen eine integrierte Überwachungselektronik. Bei Überladung einiger Typen von Lithium-Ionen-Akkus kann metallisches Lithium an der Kathode (Elektrolyse) reduziert werden und sich ablagern oder es wird Sauerstoff aus der Anode (Elektrolyse) freigesetzt. Letzterer gast bestenfalls durch ein Sicherheitsventil aus oder reagiert mit Elektrolyt oder Anode. Dabei heizt sich der Akkumulator auf und kann sogar in Brand geraten. Andere Lithium-Ionen-Akkus wie der LiFePO4-Akku sind thermisch stabil, werden aber bei Überladung ebenfalls irreversibel geschädigt.

#### Entladung
Die Spannung des Lithium-Ionen-Akkus sinkt während der Entladung zunächst recht schnell von der erreichten Ladeschlussspannung auf die Nennspannung (ca. 3,6 bis 3,7 V) ab, sinkt dann aber während eines langen Zeitraums kaum weiter ab. Erst kurz vor der vollständigen Entladung beginnt die Zellspannung wieder stark zu sinken. Die Entladeschlussspannung beträgt je nach Zellentyp um die 2,5 V; diese darf nicht unterschritten werden, sonst wird die Zelle durch irreversible chemische Vorgänge zerstört. Viele Elektronikgeräte schalten aber schon bei deutlich höheren Spannungen, z. B. 3,0 V, ab.
Es ist empfehlenswert, Lithium-Ionen-Akkus „flach“ zu (ent-)laden, da sich deren Lebensdauer so verlängert. Wenn ein Lithium-Ionen-Akku immer von 100 % Ladezustand auf 0 % entladen wird, bevor er wieder geladen wird, erreicht er nur die minimale Zyklenzahl. Besser ist es, je nach Typ, z. B. 70 % Entladetiefe anzuwenden. Dies bedeutet, dass der Akku noch 30 % Restkapazität enthält, wenn er wieder geladen wird. Einige Hersteller geben die Zyklenlebensdauer in Abhängigkeit vom Entladungsgrad an.
Generell gilt, dass hohe Entladeströme sowohl die Nennkapazität eines Akkus senken, da dank des höheren Spannungsabfalls am Innenwiderstand die Entladeschlussspannung früher erreicht wird, als auch die Zyklenzahl aufgrund der höheren mechanischen und thermischen Belastung reduzieren. In früheren Veröffentlichungen wird noch auf einen optimalen Entladestrom von  0,2 C (das heißt einem Entladestrom in Höhe von einem Fünftel des Nominalwerts der Nennkapazität in Ah) hingewiesen. Bei einem Akku mit einer Kapazität von 5 Ah wären dies 1 A.

#### Tiefentladung
Zur Verhinderung einer Tiefentladung von Zellen schaltet das Batteriemanagement den Akku temporär ab. Im Falle einer integrierten Schutzelektronik kann dann an den Kontakten des Akkupacks keine Spannung mehr gemessen werden. Der Akku wird von der Schutzelektronik erst wieder an die Kontakte geschaltet, wenn eine äußere (Lade)Spannung anliegt. Ladegeräte, welche die Ladespannung erst freigeben, wenn sie erkennen, dass ein Akku angeschlossen wurde, laden solche Akkus unter Umständen nicht auf.
Tiefentladung führt meist zu irreversibler Schädigung und Kapazitätsverlust. Wenn eine Zelle auf unter 1,5 V entladen wurde, sollte sie nicht mehr verwendet werden, da sich dann mit einiger Wahrscheinlichkeit Brücken ausgebildet haben, die zu einem Kurzschluss führen.

#### Selbstentladung
Lithium-Ionen-Akku altern schneller bei höherem Ladezustand und höheren Temperaturen. Vorteilhaft, aber in der Praxis unrealistisch, wäre ein nur wenig geladener, kühl gelagerter, regelmäßig kontrollierter Akku, der vor Benutzung geladen und nach Benutzung gegebenenfalls teilweise wieder zu entladen wäre. Mit viel Aufwand und im entscheidenden Augenblick vielleicht leeren Akku könnte man die Lebensdauer verlängern. Wichtig ist es allerdings, selten genutzte Akkus alle 18 bis 24 Monate auf den Ladezustand zu kontrollieren und nachzuladen, um Tiefentladungen zu verhindern.
Ältere Quellen nennen eine Selbstentladung bei 5 °C von etwa 1 bis 2 %/Monat, bei 20 °C etwa 30 %/Monat. Aktuelle Angaben geben eine Selbstentladung von 3 %/Monat auch bei Zimmertemperatur an. Ein Akku sollte etwa alle sechs Monate auf 55 bis 75 % nachgeladen werden. Lithium-Ionen-Akkumulatoren dürfen sich auch bei Lagerung nicht unter 2,7 V pro Zelle entladen. Eventuell flüssige oder gelförmige Elektrolyte in der Zelle dürfen nicht gefrieren, was einer Mindesttemperatur um −25 °C entspricht. Die Ursache der Selbstentladung kommt durch DMT, welches aus den PET Klebebändern entweicht – neuere Generationen werden dieses Problem nicht mehr haben.

#### Lagerung
Lithiumbatterien auf Basis von Lithium-Cobalt(III)-oxid können thermisch durchgehen, z. B. beim Laden und nach Beschädigung. Aus Brandschutzsicht ist daher eine Lagerung der Lithiumbatterien im Freien, aber geschützt vor direkter Sonne, vorteilhaft. Widerstandsfähige Stahlbehälter oder Brandschutzschränke können eine Kettenreaktion verhindern und sind ein Schutz vor Funken, Flammen, Hitze und Projektilen (Splitter aus einer Explosion einer Batterie). Um einen Überdruck durch Rauchgas und eine Explosion des Behältnisses zu verhindern, muss er eine Druckentlastungsöffnung besitzen, welche die Rauchgase ableitet, am besten ins Freie; selten auch Gasmanagement genannt. Optimalerweise verfügt das Behältnis über einen Rauchmelder.
Zum Löschen ist Metallbrandpulver, Sand, oder Löschgas weniger geeignet. Besser sind größere Mengen Wasser auch mit Schaummittel. Dessen Kühlwirkung kann das Durchgehen weiterer Zellen und Module verhindern.
Für den Menschen sind bei Bränden die hohen Konzentrationen Salzsäuregas und Flusssäuregas gefährlich, in einer Studie des KIT wurde der IDLH um Faktor 4,5 bzw. Faktor 2 überschritten.

### Lebensdauer
Lithium-Ionen-Akkus altern sowohl durch Benutzung, eine vollständige Ladung und Entladung wird als Zyklus bezeichnet, als auch einfach mit der Zeit (kalendarische Lebensdauer). Die Alterung reduziert die Kapazität und erhöht den Innenwiderstand.
Die Altersmechanismen werden von der Forschung zunehmend verstanden, wenn auch die Überlagerung der verschiedenen Mechanismen nicht trivial ist.

#### Kalendarische Lebensdauer
Insbesondere die erste Generation der in Endverbrauchergeräten verbauten Lithium-Ionen-Akkus hatte nur eine kurze Lebensdauer. Teilweise war nach nur einem Jahr ein erheblicher Kapazitätsverlust festzustellen; nach zwei bis drei Jahren war mancher Akku bereits unbrauchbar. Der schleichende Kapazitätsverlust hing weniger von der Zahl der Lade-Entlade-Zyklen, sondern vor allem von den Lagerbedingungen ab: Je höher die Temperatur und je voller der Akku, desto eher kam es zum Ausfall. Als Grund hierfür werden in der Regel parasitäre unumkehrbare chemische Reaktionen genannt.
Bei aktuellen Lithium-Ionen-Akkus liegt die kalendarische Lebensdauer deutlich höher, so dass inzwischen meist die erreichbare Zahl der Lade-/Entladezyklen entscheidet, wie lange der Akku verwendet werden kann.

#### Ladezyklen
Die erreichbare Zahl der Lade-/Entladezyklen ist abhängig von Art und Qualität des Akkus, von der Temperatur und von der Art der Nutzung des Akkus, insbesondere (Ent-)Ladehub, Ladeschlussspannung und Stärke der Lade- sowie Entladeströme. Bei hohen Temperaturen verringert sich die Zyklenhaltbarkeit drastisch, weshalb der Akku am besten bei Raumtemperatur verwendet werden sollte. Niedrige Temperaturen während des Betriebs, nicht jedoch während der Lagerung, sind ebenfalls schädlich.
Durch flaches Laden und Entladen wird die Haltbarkeit stark überproportional verbessert, das heißt, dass ein Lithium-Ionen-Akku, der nur von 75 % bis 25 % genutzt wird, etwa die vier- bis achtfache Zyklenzahl durchhält, als wenn er von 100 % bis 0 % genutzt wird. Der Akku hält also das doppelte bis vierfache an äquivalenten Vollzyklen. Der Grund hierfür ist, dass bei vollständig entladenem und vollständig geladenem Akku hohe Belastungen für die Elektroden entstehen. Optimalerweise werden bei solchen seicht zyklisierten Akkus sowohl die Ladeschlussspannung reduziert als auch die Entladeschlussspannung erhöht. Ebenso erhöhen starke Lade- und Entladeströme die mechanischen und thermischen Belastungen und wirken sich so negativ auf die Zyklenzahl aus.
Zunehmend werden jedoch auch im Endverbraucherbereich bessere Lithium-Ionen-Akkus mit längerer Haltbarkeit verkauft.
Apple gab im Juni 2009 an, die in den neuen Modellen der MacBook-Pro-Familie verbauten Akkus seien bis zu 1.000 Mal wiederaufladbar, bevor sie nur noch 80 % ihrer ursprünglichen Kapazität erreichten. Das soll einer Verdreifachung der Lebensdauer gegenüber den herkömmlichen Akkus entsprechen. Bei Beachtung der von den schlechten Akkus der ersten Generationen (meist LiCoO2-Akkus) gelernten Anwendungsregeln – Betrieb und Lagerung bei möglichst tiefer Temperatur; Lagerung nur im teilgeladenen Zustand; generell weder ganz geladen noch ganz entladen – könnte die mit den neueren Akkus erzielbare Zyklenzahl auch höher ausfallen.
Ein Community-Portal zur Akku-Lebensdauer von Laptop-Akkus nennt bei einer Fallzahl von 1.644 eine durchschnittliche Zyklenzahl von 424 bei 82 % Restkapazität, wobei auch Fälle von 60 % Verlust nach nur 120 Zyklen nicht selten seien.
Bei E-Bike-Batterien zweier namhafter Hersteller konnte der ADAC bei einem Test 2015 nach 500 Voll-Ladezyklen noch mindestens 80 % der ursprünglichen Kapazität bestätigen.
Bei Elektrofahrzeugen wurden 2009 mindestens 1.000 bis etwa 3.000 Lade- und Entladezyklen angegeben und 1.000 bis 1.750 Zyklen (2020) nachgewiesen. Ende 2019 geht man von 2.000 Zyklen aus.
Stand 2020 werden industrielle Akkus mit einer Lebensdauer von 11.000 Zyklen und 15 Jahren kalendarischen Lebensdauer bei Erhaltungsladung angeboten, bei einer Restkapazität von 90 %.

### Betriebs- und Umgebungstemperatur
Da bei Kälte die chemischen Prozesse (auch die Zersetzung des Akkumulators bei der Alterung) langsamer ablaufen und die Viskosität der in Li-Zellen verwendeten Elektrolyte stark zunimmt, erhöht sich auch beim Lithium-Ionen-Akku bei Kälte der Innenwiderstand, wodurch die entnehmbare Leistung sinkt. Zudem können die verwendeten Elektrolyte bei Temperaturen ab −25 °C einfrieren. Manche Hersteller geben den Arbeitsbereich mit 0–40 °C an. Optimal sind für viele Zellen 18–25 °C. Unter 10 °C kann bei manchen Typen durch den erhöhten Innenwiderstand die Leistung so stark nachlassen, dass ein Gerät mit höherem Strombedarf nur noch einige Minuten betrieben werden kann. Es gibt Lithium-Ionen-Akkus mit speziellen Elektrolyten, die bis −54 °C eingesetzt werden können. Durch das Laden bei niedrigen Temperaturen tritt meist eine starke Alterung auf, die mit irreversiblem Kapazitätsverlust einhergeht. Aus diesem Grund wird für die meisten Akkus 0 °C als untere zulässige Temperatur während des Ladevorgangs angegeben.
Bei zu hohen Betriebstemperaturen bildet sich bei vielen Systemen durch Zersetzung des Elektrolyts eine Schicht auf der Anode, die den Zellinnenwiderstand erhöht. Die Temperatur während des Entladevorgangs wird von den meisten Herstellern deshalb auf 60 °C limitiert. Lithium-Ionen-Akkumulatoren erwärmen sich während des Entladevorgangs, besonders bei hohen Strömen. Die maximale Temperatur hängt dabei in vielen Fällen linear von der Entladerate ab.

### Preis

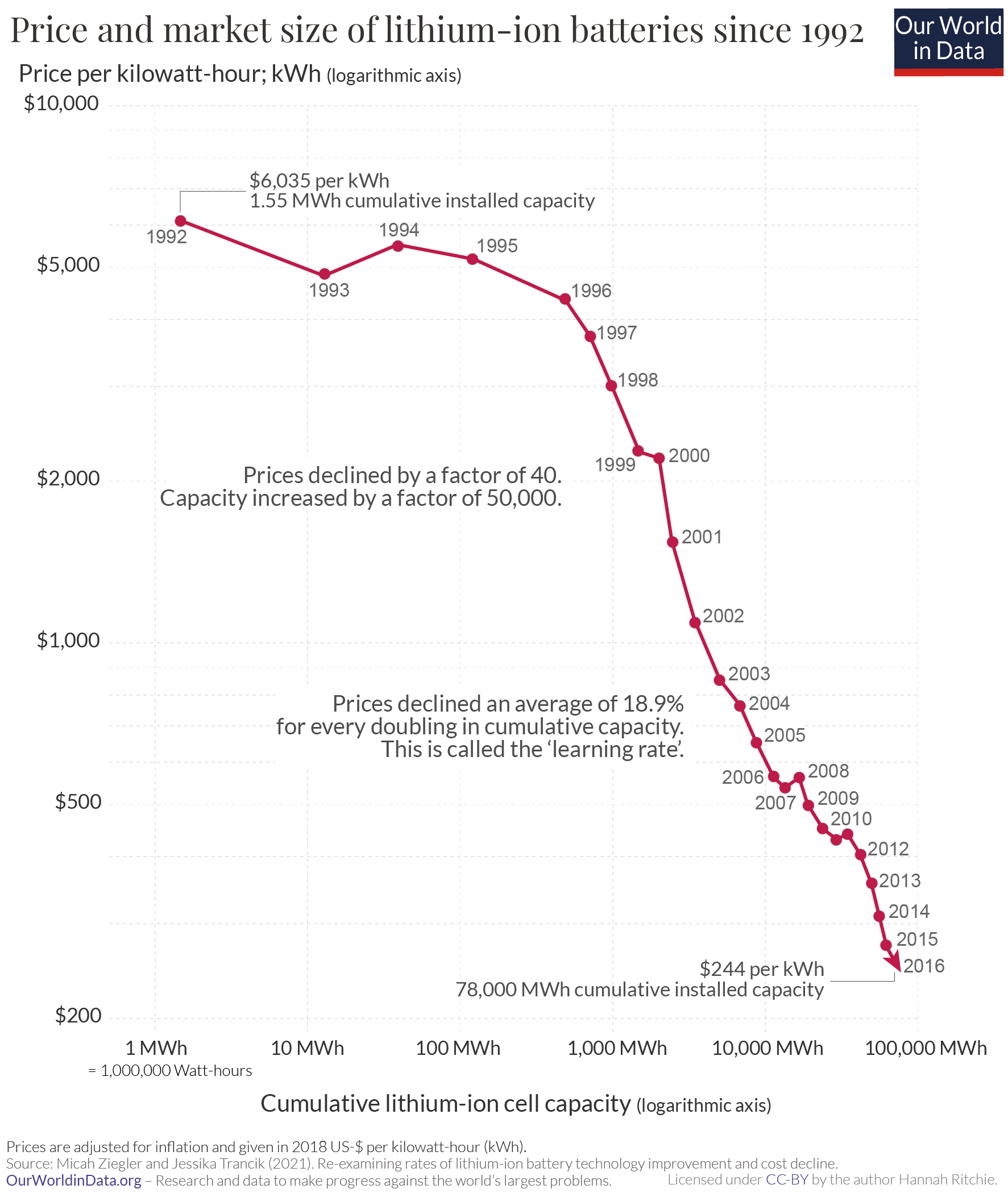
Lernkurve von Lithium-Ionen-Akkus: Der Preis für Akkus ist in drei Jahrzehnten um 97 % gesunken.

Die Kosten von Lithium-Ionen-Akkus gehen stetig zurück. Eine weitere Kostensenkung wird sowohl aufgrund von technischen Fortschritten als auch der Erhöhung der Produktionskapazitäten erwartet. Zwischen 1991, als Lithium-Ionen-Akkus in den Markt eingeführt wurden, und 2018 fielen die Zellpreise um 97 %. Der Rückgang betrug im Zeitraum 1992 bis 2016 durchschnittlich 13 % pro Jahr. Zwischen 2010 und 2020 fielen die Kosten von 1100 Dollar/kWh auf durchschnittlich 137 Dollar/kWh; dies ist eine Preisreduktion um 89 %. Erstmals wurden zudem bei einzelnen Akkupacks für chinesische E-Busse Preise von unter 100 Dollar/kWh erzielt. Die Marke von 100 Dollar/kWh wird per Faustformel als etwa die Schwelle angesehen, bei denen Fahrzeughersteller E-Autos zum gleichen Preis und mit gleicher Marge wie herkömmliche Fahrzeuge mit Verbrennungsmotor verkaufen können. Erwartet wird, dass diese Preise im Durchschnitt im Jahr 2023 erreicht sein werden.
Eine Studie des US-Energieministeriums vom Februar 2017 weist darauf hin, dass die Kosten der Traktionsbatterie, samt Kapselung, Gehäuse, Elektronik und Temperatur-Management, dem Preis der Zellen nur verzögert folgen.

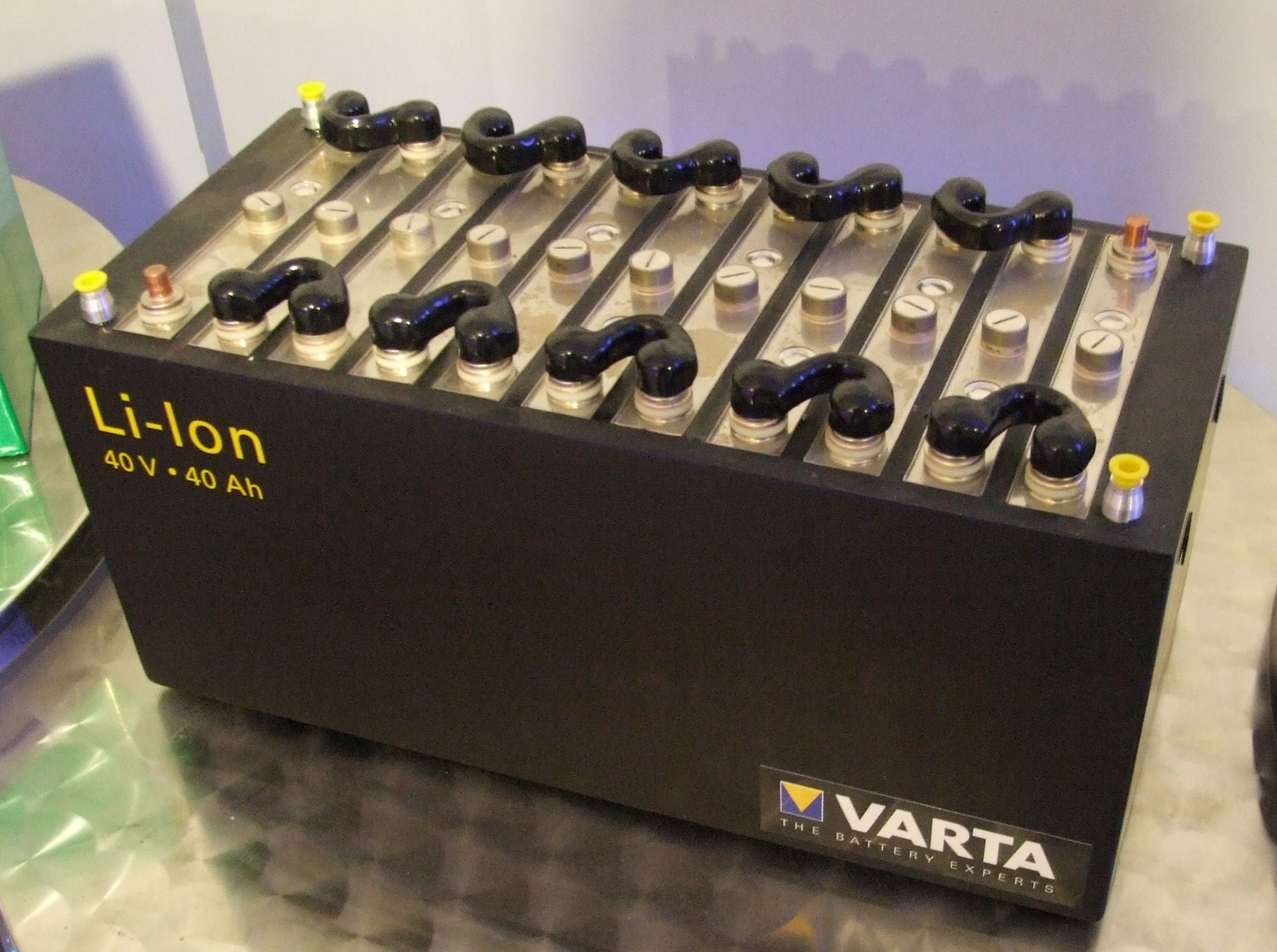
Lithium-Ionen-Akku

## Gefahren beim Umgang mit Lithium-Ionen-Akkus

### Transport

Gefahrzettel 9A „Gefahr der Klasse 9 – Verschiedene gefährliche Stoffe und Gegenstände“

Für die Beförderung von Lithium-Akkumulatoren/-Batterien gelten auf Grund der hohen Brandgefahr bei Kurzschluss oder Wasser-Einfluss besondere Sicherheitsvorschriften:
- Einstufung aller Lithium-Batterien seit dem 1. Januar 2009 als Gefahrgut der Klasse 9.[100] Um sie versenden zu dürfen, muss, in der Regel durch den Zell- bzw. Batteriehersteller, zunächst der UN-Transport-Test UN/DOT 38.3[101] (englisch UN Transportation Testing) von einem akkreditierten Prüflabor durchgeführt werden. Hierbei handelt es sich um insgesamt acht Tests. Dieser Test ist zu dokumentieren, ab 2019 (verpflichtend ab 2020) erfolgt dies in einem inhaltlich/formal vorgegebenen Testbericht (test report).
- für den Straßentransport: das „Europäische Übereinkommen über die internationale Beförderung gefährlicher Güter auf der Straße“ (ADR). Die Übergangsvorschrift gem. 1.6.1.20 ADR findet Anwendung.
- für den Seetransport: der International Maritime Dangerous Goods Code
- für den Lufttransport: die ICAO Technical Instructions (ICAO T.I.) bzw. die IATA Dangerous Goods Regulations (IATA DGR)
- das Gesetz über die Beförderung gefährlicher Güter (GGBefG, Deutschland)
- die „Gefahrgutverordnung Straße, Eisenbahn und Binnenschifffahrt“ (GGVSEB, Deutschland)
- Viele Paketdienste, Fluggesellschaften und Flughäfen haben zusätzlich eigene Beförderungsbestimmungen für Lithium-Ionen-Akkus, wobei kleinere Akkus (ca. < 100 Wh) meist unproblematisch sind. Für den DHL-Versand von Artikeln, die Lithium-Ionen-Akkumulatoren oder Batterien enthalten, gilt z. B. eine Regelung für die Beförderung von gefährlichen Stoffen und Gegenständen.[102]

Grundsätzlich unterscheiden die Gefahrgutvorschriften zwischen „kleinen“ und „großen“ Lithiumbatterien. Klein bedeutet dabei bei Lithium-Ionen-Batterien eine max. Nennenergie von 20 Wh je Zelle bzw. 100 Wh je Batterie. Bei Lithium-Metall-Batterien gelten Zellen bis 1 g Lithiumgehalt bzw. Batterien bis 2 g Lithiumgehalt als klein. Kleine Zellen/Batterien unterliegen, entweder einzeln, in oder mit Geräten (Verbrauchern) befördert, erleichterten Bedingungen, während große Zellen/Batterien gefahrgutrechtlich umfangreicheren Transportbedingungen unterliegen. Die Erleichterungen für kleine Zellen/Batterien sind im Straßen-, See- und Lufttransport weitestgehend gleich, wobei es für den Lufttransport strengere Anforderungen bzgl. der im Paket zulässigen Batteriemenge gibt. Grundlage ist die Sondervorschrift SV 188 ADR / IMDG-Code bzw. die entsprechenden Verpackungsanweisungen (packing instructions) PI 965 – PI 970, jeweils Section II. Darüber hinaus wird beim Versand zusätzlich zwischen intakten, (potenziell) defekten / beschädigten Akkus, sowie Akku-Prototypen unterschieden, für die es jeweils abweichende Vorgaben gibt.
Der Versand von Paketen mit kleinen Zellen/Batterien erfolgt in der Regel mit einer deutlich sichtbaren Kennzeichnung, welche auf den Inhalt hinweist. Sofern es sich um eingebaute Knopfzellen handelt, ist diese Kennzeichnung nicht vorgeschrieben. Ebenfalls ohne Kennzeichnung dürfen Pakete versendet werden, die max. 2 in Geräten eingesetzte kleine Lithiumbatterien enthalten, sofern die Sendung aus nicht mehr als 2 solchen Paketen besteht.
Der Aufkleber enthält Hinweise über/darüber
- das Vorhandensein von Lithium-Ionen-Zellen bzw. Batterien, erkennbar an der aufgeführten UN-Nummer
- dass bei Beschädigung Entzündungsgefahr besteht,
- eine Telefonnummer, bei der man zusätzliche Informationen erhalten kann.

Auch für Lithiumbatterien im Passagiergepäck von Flugreisenden gibt es detaillierte Regelungen, so dürfen beispielsweise einzelne Lithiumbatterien ohne Gerät/Verbraucher wie Powerbanks oder Ersatzbatterien nicht im aufgegebenen Gepäck transportiert werden, sondern müssen zwingend im Handgepäck mitgeführt werden. Fluggesellschaften sind verpflichtet, ihre Passagiere auf die entsprechenden Regelungen zu Gefahrgut im Gepäck durch Aushänge, Fragen beim Check-In oder deutliche Hinweise beim Check-In im Internet hinzuweisen. Auch die nationalen Luftfahrtbehörden wie das deutsche LBA haben die Bestimmungen dazu veröffentlicht.

### Mechanische Belastung
Mechanische Beschädigungen wie in die Akkuzelle eindringende Objekte oder ein Herunterfallen können zu inneren elektrischen Kurzschlüssen führen. Dadurch fließen hohe Ströme, die zur Erhitzung des Akkumulators führen. Dabei können Gehäuse aus Kunststoff schmelzen und entflammen. Unter Umständen ist ein mechanischer Defekt von außen nicht unmittelbar zu erkennen. Auch längere Zeit nach dem mechanischen Defekt kann es noch zum inneren Kurzschluss kommen. Ebenso kann durch äußere Beschädigung Luft und insbesondere Luftfeuchtigkeit in die Zelle eindringen und unerwünschte chemische Reaktionen hervorrufen.
Zu solchen Vorfällen kann es kommen, wenn Lithium-Ionen-Batterien nicht in den dafür vorgesehenen Kanälen entsorgt werden, sondern zusammen mit anderen Abfällen weggeworfen werden. Die Art und Weise, wie sie von Recyclingunternehmen gehandhabt werden, kann sie beschädigen und Brände verursachen, die zu großen Konflikten führen können. Im Jahr 2023 wurden zwölf solcher Brände in Schweizer Recyclingbetrieben registriert.

### Chemische Reaktionen

#### Dendritenbildung
Zur Ursache und Vermeidung von Dendritenbildungen wird intensiv geforscht. Bei dem Vorgang lagert sich Lithium, welches beim Entladen des Akkumulators in Lösung ging, beim erneuten Ladevorgang nicht wieder an derselben Stelle ab und bildet stattdessen Dendrite. Diese durchsetzen den Separator, können diesen später auch durchdringen und somit Kurzschlüsse verursachen. Als Ursache für die Dendritenbildung wird von einigen Forschergruppen die Zusammensetzung der Oberflächenschicht auf der negativen Elektrode und des Elektrolyten angenommen. Experimentelle Forschungsergebnisse aus dem Helmholtz-Institut Ulm zeigen jedoch in eine andere Richtung: eine dem Metall innewohnende Eigenschaft bedingt die astartigen Auswüchse. Die Forscher meinen die so genannten Selbstdiffusionsbarrieren verschiedener Metalle, die in Akkus verwendet werden, als Basis identifiziert zu haben. Diese Barrieren sind ausschlaggebend für die Gleichmäßigkeit, mit der sich die Metallatome beim Wiederaufladen der Batterie nach der Abscheidung auf der Anodenoberfläche verteilen.

#### Übertemperatur

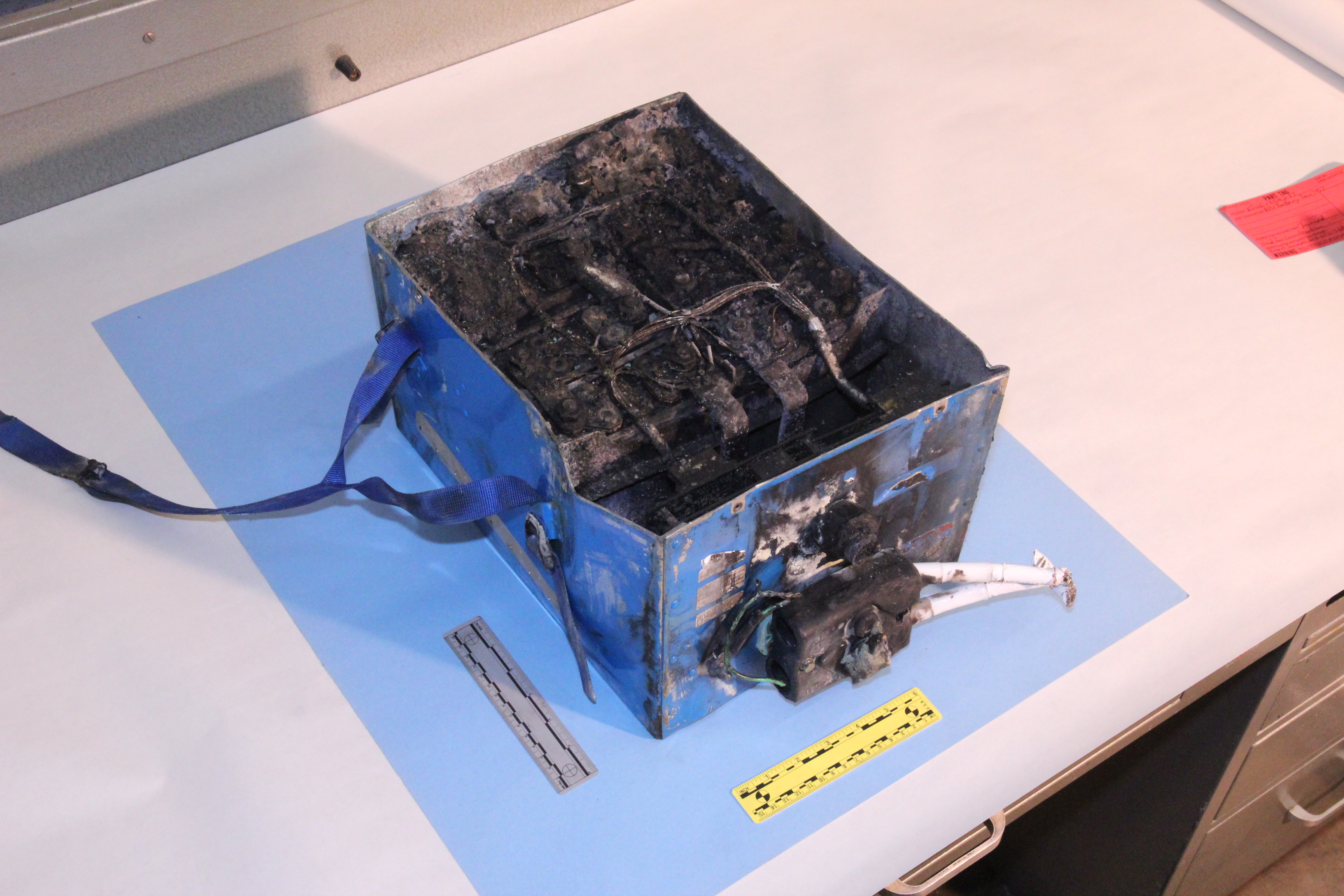
Abgebrannter Lithium-Cobaltdioxid-Akkumulator aus einer Boeing 787 als Folge des thermischen Durchgehens

Die meisten Lithium-Ionen-Akkumulatorentypen werden durch Übertemperatur beschädigt, da es bei einigen der häufig eingesetzten Oxide wie Lithium-Cobalt(III)-oxid und Mischoxiden wie Lithium-Nickel-Mangan-Cobalt-Oxiden ab Temperaturen von ca. 180 °C zu einem thermischen Durchgehen kommt, bei dem die im Akku gespeicherte Energie in kürzester Zeit durch direkte chemische Reaktion in Form von Wärme frei wird. Viele BMS, wie z. B. in 18 V-Werkzeugakkus von Makita, verfügen daher über eine Temperatursicherung. Oxide wie Nickeldioxid, welche zwar den Bau von Lithium-Ionen-Akkumulatoren mit vergleichsweise hoher spezifischer Kapazität erlauben, neigen stark zu thermischem Durchgehen und werden daher in kommerziellen Anwendungen praktisch nicht verwendet. Beim thermischen Durchgehen wird durch den chemischen Zerfall des Oxids im Akkumulator Sauerstoff freigesetzt, welcher chemisch mit Zellbestandteilen wie dem Elektrolyten reagiert und so zu einer sich selbst steigernden, von außen nicht mehr anhaltbaren exothermen Reaktion und thermischer Zerstörung des Akkumulators führt. Dies gilt für alle bekannten Kathodenmaterialien, auch für Lithiumeisenphosphat. Die Kathodenmaterialien unterscheiden sich allerdings in der Onset-Temperatur (bei der die exotherme Reaktion beginnt) und hinsichtlich der dabei freigesetzten Energie.
Um einen klassischen Metallbrand handelt es sich hier nicht, da die Gesamtmenge an „metallischem“ (in Graphit intercaliertem) Lithium auch im geladenen Zustand nicht sehr groß ist, und durch die kompakte Bauform intern mit dem Metalloxid abreagiert. Gewöhnliche Löschmittel (Schaum, Kohlensäure, bes. Wasser durch die Kühlwirkung) sind daher wirksam und können gefahrlos verwendet werden. Die mögliche Brandgefahr kann zu kostspieligen Rückrufaktionen der Hersteller führen.

#### Abhilfe
Keramische, temperaturbeständigere Separatoren gewähren eine erhöhte Sicherheit. Ebenso können Zellchemikalien eingesetzt werden, die thermisch stabiler sind oder deren Zersetzung nicht exotherm abläuft. Beispielsweise können statt kostengünstiger Lithium-Cobaltdioxid-Akkumulatoren betriebssichere Lithium-Eisenphosphat-Akkumulatoren eingesetzt werden: Diese weisen allerdings neben einem höheren Preis auch eine geringere Energiedichte auf und erlauben keine derart kompakten Bauformen wie Lithium-Cobaltdioxid-Akkumulatoren.
Weitere unmittelbar in die Zelle integrierte Schutzmaßnahmen betreffen die elektrische Verbindung zwischen dem Elektrodenmaterial und dem äußeren Zellanschluss. Die Verbindung kann so ausgeführt werden, dass sie wie eine Schmelzsicherung wirkt und zusätzlich beim Öffnen etwaiger Berstöffnungen abgerissen wird. Diese zellinternen Schutzmechanismen sind jedoch in der Regel irreversibel ausgeführt. Außer den zellinternen Schutzvorrichtungen gibt es innerhalb moderner Batterien meist weitere elektronische Schutzschaltungen. Deren Funktionen reichen von komplexen Batteriemanagementsystemen (BMS) mit Temperatursensoren, Ladeelektronik, Batteriezustandsüberwachung und externen Kommunikationsanschlüssen (smart batteries) bis zu einfachen, zumeist reversibel wirkenden Sicherheitsschaltungen, die lediglich die Überladung oder Überlastung der Batterie verhindern sollen.
In arbeitswissenschaftlichen Untersuchungen wurde festgestellt, dass der Umgang mit leistungsstarken Lithium-Ionen-Akkumulatoren wie deren Fertigung, Einbau, Lagerung, Entsorgung sowie bestimmte Betriebszustände nur geringe Auswirkungen auf den Arbeitsschutz hat. Die Gefahren wie bei Arbeiten mit höheren elektrischen Spannungen und die Handhabung von Gefahrstoffen der eingesetzten Zellchemie können durch Anpassung und konsequente Umsetzung bestehender Sicherheitsanforderungen minimiert werden.

#### Beispiele von Vorfällen
Im Automobilbau kommt es durch besonders hohe Sicherheitsanforderungen auf Grund der hohen installierten Energiemengen teilweise zu Verzögerungen beim Einsatz. So verschob Opel die Auslieferung des Ampera, als drei Wochen nach einem Crashtest eines baugleichen Chevrolet Volt der versuchsweise nicht ausgebaute, voll geladene Akku überhitzte und zum Fahrzeugbrand führte. Daraufhin wurde das Sicherheitskonzept der Traktionsbatterie überarbeitet.
Der Umgang mit brennenden Elektroautos stellt Pannendienste und Feuerwehren vor neue Herausforderungen, da z. B. für die Löschung wesentlich mehr Wasser benötigt wird. Zudem ist ein spezieller Kühlcontainer für den Abtransport erforderlich. Ähnlich sieht es bei E-Bikes aus.

## Umweltauswirkungen

### CO2-Bilanz
Bei der Herstellung der Akkumulatoren entsteht Kohlenstoffdioxid. Während frühere Studien zum Ergebnis kamen, dass pro installierter Kilowattstunde Energiespeicherleistung etwa 70 kg Kohlenstoffdioxid freigesetzt werden, kam eine im Jahr 2017 erschienene Überblicksstudie über den aktuellen Forschungsstand auf einen Mittelwert von ca. 110 kg pro installierter kWh. Eine 2019 erschienene Überblicksarbeit bezifferte den CO2-Ausstoß bei der Herstellung des am häufigsten verwendeten NMC-Typs auf etwa 61 bis 106 kg CO2eq/kWh.
Abhängig von verschiedenen Faktoren wie dem Strommix für die Batterieherstellung liegt die Spanne zwischen 38 und 356 kg CO2eq/kWh. Es existieren verschiedene Möglichkeiten, diese CO2-Emissionen zu reduzieren, beispielsweise durch die Senkung des Gesamtenergiebedarfs oder den Einsatz von Recyclingmaterialien. Als vermutlich erfolgversprechendste Maßnahme wird die Nutzung von Strom aus erneuerbaren Energien in der Akkuproduktion angesehen.
Nach einer Studie im Auftrag der Europäischen Kommission können Elektrofahrzeuge bis 2050 fast CO2-frei sein – und zwar unter Berücksichtigung des gesamten Lebenswegs von der Herstellung über die Nutzung und das Recycling. Voraussetzungen dafür sind, dass der Strom, auch für die Fahrzeugherstellung, zu 100 % aus erneuerbaren Energien stammt und das vollständige Recycling der Batterien realisiert ist. Ende 2020 erarbeitete die EU-Kommission eine verpflichtende Nachhaltigkeitsrichtlinie, wonach 35 % des Lithiums im Jahr 2026 und 70 % im Jahr 2030 recycelt werden müssen. Bislang müssen 50 Prozent der Masse von Li-Akkus recycelt werden; dafür genügt mitunter die Rückführung des Gehäuses und der Leitungen nach Demontage der Batterie. Bei Haushalts-Batterien gilt ein Wert von mindestens 75 Prozent. Mit aufwendigen Techniken lassen sich bis zu 96 % der Batteriebestandteile voneinander trennen, doch ist bisher fraglich, ob sich die heutigen Verfahren ökonomisch und ökologisch rentieren (Stand 2020).

### Rohstoffgewinnung
Die Umweltproblematiken von Lithium-Ionen-Batterien werden besonders mit Blick auf die Gewinnung von Lithium aus Salzsee-Solen in südamerikanischen Ländern (Chile, Argentinien) diskutiert. Probleme, die sich aus der Li-Extraktion aus Salzseen ergeben, werden vor allem im Zusammenhang mit Wasserknappheit und daraus erwachsenden sozialen Konflikten thematisiert. Seit etwa 2018 wurde Australien zum weltweit größten Lieferanten von Lithium, wobei Lithium im Festgestein-Bergbau produziert wird. Die beschriebenen Herausforderungen sind auch Motivation für das Recycling.

### Recycling
Ein fachgerechtes Recycling ermöglicht die Verwertung der Batterien und damit die Rückgewinnung bestimmter Stoffe wie zum Beispiel Cobalt, Mangan, Nickel, Zink oder Kupfer. Grundsätzlich gilt für die Entsorgung in Deutschland: Die Hersteller sind in der Pflicht, Altbatterien unentgeltlich zurückzunehmen (§ 5 BattG) und nach dem Stand der Technik zu behandeln und stofflich zu verwerten (§ 14 BattG). Im Batteriegesetz sind Anzeige- und Rücknahmepflichten sowie Verwertungsanforderungen festgelegt.
Um Lithium-Ionen-Akkumulatoren und primäre Lithium-Ionen-Batterien zu recyclen, werden verschiedene Grundoperationen zu komplexen Prozessketten kombiniert:
- Deaktivieren/Entladen (speziell für Traktionsbatterien)[142]
- Demontage der Batteriesysteme (speziell für Traktionsbatterien)[142]
- mechanische Prozesse (Schreddern, Sortieren, Sieben etc.[141])[142]
- hydrometallurgische Prozesse sowie
- pyrometallurgische Prozesse

Kupfer und Aluminium können häufig vergleichsweise einfach durch mechanische Prozesse getrennt und recycelt werden. Cobalt und Nickel können durch pyrometallurgische Prozesse zurückgewonnen werden. Diese Wertstoffe sind für die Prozessökonomie und Prozessökologie besonders attraktiv. Das Recycling sollte mittelfristig umgesetzt werden, um langfristig Engpässe zu vermeiden. Durch hydrometallurgische Behandlung können Lithiumhydroxid oder Lithiumcarbonat zurückgewonnen werden. Bisher (Stand 2019) war das Recycling jedoch nicht rentabel. Das könnte sich ändern, wenn die Anzahl batteriebetriebener Geräte steigt.
Das LithoRec-Projekt startete im Jahr 2009 die Entwicklung eines neuen Recyclingverfahrens für Lithium-Ionen-Batterien aus Elektro- und Hybridelektrofahrzeugen mit dem Schwerpunkt auf Energieeffizienz und einer hohen stofflichen Verwertungsquote. Die entwickelte Prozessroute kombiniert mechanische, mild-thermische und hydrometallurgische Behandlungen. Ab 2012 wurde die Prozessentwicklung innerhalb einer Testanlage in Braunschweig fortgeführt, in der eine Recyclingrate von 75-80 % erreicht wurde.
Die weltweit erste kommerzielle Recyclinganlage (PosLX) wurde 2017 von POSCO in Gwangyang, Südkorea, in Betrieb genommen. In dieser Anlage wird Lithiumphosphat aus alten Lithium-Ionen-Akkus durch das von POSCO patentierte Verfahren in Lithiumcarbonat, ein Vorprodukt für Lithium, umgewandelt. Die neue Fabrik hat eine Jahresproduktionskapazität von 2.500 Tonnen Lithiumcarbonat. Die Anlage der Redux in Bremerhaven kann 10.000 Tonnen sämtlicher Arten von Lithium-Ionen-Batterien pro Jahr bearbeiten. Umicore betreibt in Antwerpen eine weitere der größten Recyclinganlagen Europas mit einer Kapazität von 7.000 Tonnen pro Jahr (2018). In Deutschland konnten 2020 etwa 20.000 Tonnen recycelt werden, was aber bei steigendem Elektrofahrzeug-Aufkommen nicht hinreichend ist.
In einer Studie aus dem Jahr 2020 wird über den Stand und die Perspektiven des Recyclings von Lithium-Ionen-Batterien aus der Elektromobilität berichtet.
Die Rückgewinnung von Lithium ist bislang noch in den wenigsten Verfahren realisiert bzw. befindet sich im Entwicklungsstadium. Darüber hinaus gibt es Aktivitäten zur Rückgewinnung des Graphits. Zu den größten Herausforderungen in den verschiedenen Recyclingprozessen gehört die Beherrschung des Thermischen Durchgehens sowie die hohe Brandlast von Lithium-Ionen-Batterien.

#### Verfahren zur Lithiumrückgewinnung beim Recycling
Ein Verfahren zur Rückgewinnung von 55 bis 76 Prozent des in den Batterien enthaltenen Lithiums aus alten Lithium-Ionen-Akkus wurde vom Karlsruher Institut für Technologie entwickelt. Das mechanochemische Verfahren ermöglicht eine kostengünstige, energieeffiziente und umweltverträgliche Aufbereitung von gebrauchten Akkus. Der Recyclingprozess beginnt mit dem Zermahlen der Akkus in einer Ballmühle ohne vorherige Sortierung oder Zerlegung. Während des Mahlens reagieren die Lithiumverbindungen in den Batterien mit dem in der Kathode enthaltenen Aluminium, das als Reduktionsmittel dient. Das resultierende Gemisch besteht aus metallischen Komponenten, Lithiumoxid und Aluminiumoxid. Magnetische Metalle wie Eisen und Cobalt werden mithilfe eines Magneten entfernt. Im nächsten Schritt wird das Gemisch in Wasser gelöst, gefiltert und durch Verdampfen rekristallisiert. Dabei entstehen Lithiumcarbonat, ein für die Akkuproduktion essentieller Rohstoff, und Lithium-Aluminium-Hydroxyhydrat (LACHH). Das auskristallisierte Pulver wird anschließend auf etwa 350 °C erhitzt, wodurch das LACHH zu Lithiumcarbonat und Aluminiumcarbonat reagiert. In einem weiteren Löse- und Filtrationsschritt wird das Lithiumcarbonat gewonnen, während das Aluminiumcarbonat fest bleibt und abgetrennt werden kann. Im Vergleich zu anderen Methoden werden keine Säuren, korrosiven Chemikalien oder extrem hohen Temperaturen benötigt, was das Verfahren umweltfreundlicher und energiesparender gestaltet. Ein weiterer Vorteil dieses Verfahrens ist seine universelle Einsetzbarkeit: Es funktioniert mit allen derzeit in Kathoden verwendeten Lithiumverbindungen und deren Mischungen. Daher können gebrauchte Batterien unabhängig von ihrer Zusammensetzung ohne Sortierung oder Zerlegung recycelt werden.

## Unterschied zu Natrium-Ionen-Akkumulator
Mit den Lithium-Ionen-Akkumulatoren im Aufbau und Verfahren verwandt sind die Natrium-Ionen-Akkumulatoren, welche das Alkalimetall Natrium in Form von Na+-Ionen verwenden und eine ähnliche Typenvariation aufweisen, aber physikalisch bedingt grundsätzlich eine geringere Energiedichte haben. Dank jüngerer Forschungsarbeiten ist der Wandel vom theoretischen Konzept zur praxistauglichen Technologie inzwischen gelungen. Ein koreanischer Prototyp schafft etwa 500 Ladezyklen, bevor die Kapazität auf 80 Prozent fällt. Im Vergleich zur Lithium-Akkutechnik wird die Herstellung von Natrium-Ionen-Akkus nicht durch knappe Ressourcen begrenzt.